# Liste von Persönlichkeiten der Stadt Vilnius
Die Liste von Persönlichkeiten der Stadt Vilnius enthält die in der litauischen Hauptstadt Vilnius (bis 1918 Wilna) geborene und verstorbene Persönlichkeiten sowie solche, die in Vilnius gewirkt haben, dabei jedoch andernorts geboren wurden. Die Liste erhebt keinen Anspruch auf Vollständigkeit.

## Söhne und Töchter der Stadt Vilnius
Folgende Persönlichkeiten sind in Vilnius geboren. Die Auflistung erfolgt chronologisch nach Geburtsjahr.

### Vor dem 19. Jahrhundert

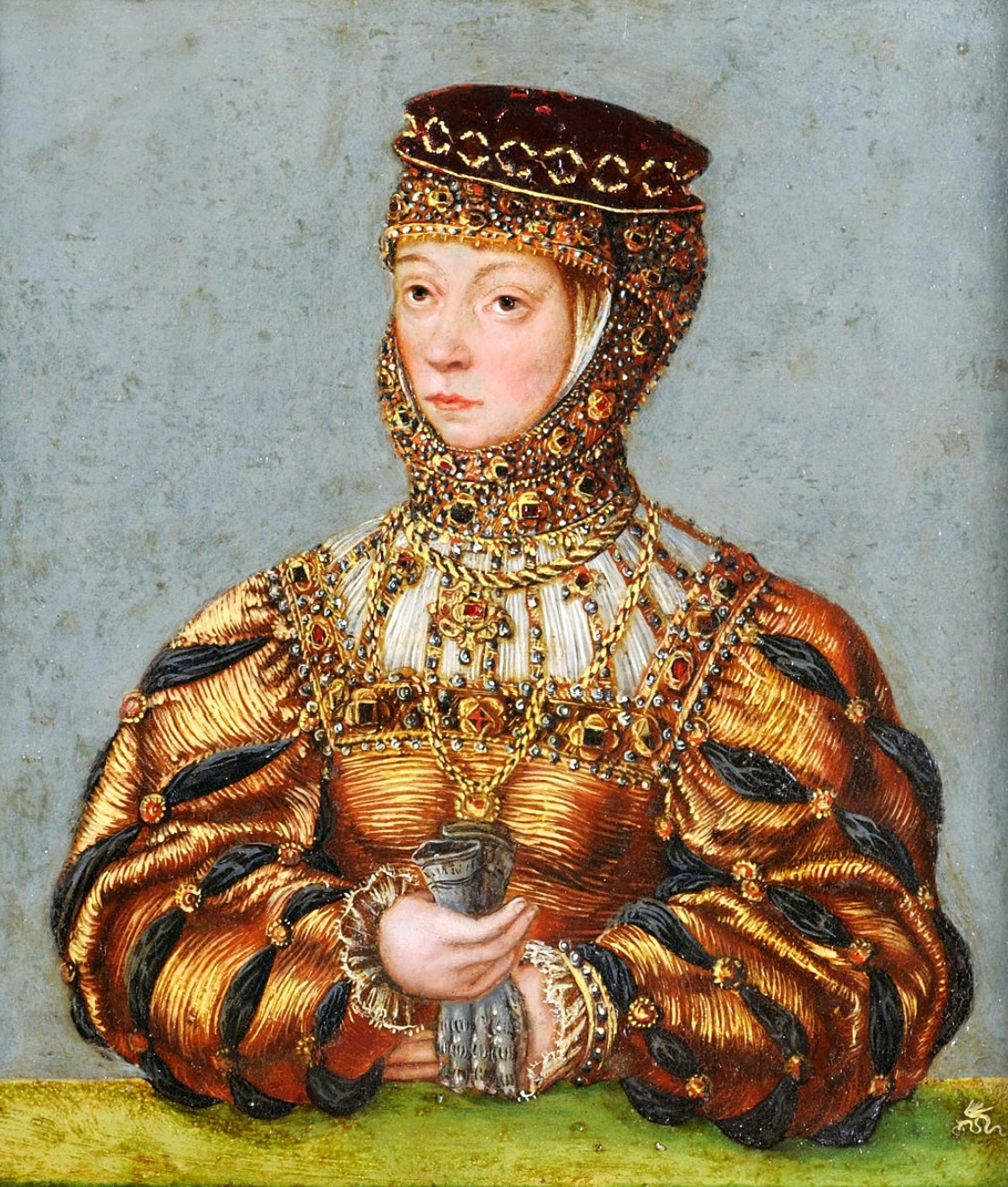
Barbara Radziwiłł
(1520–1551)

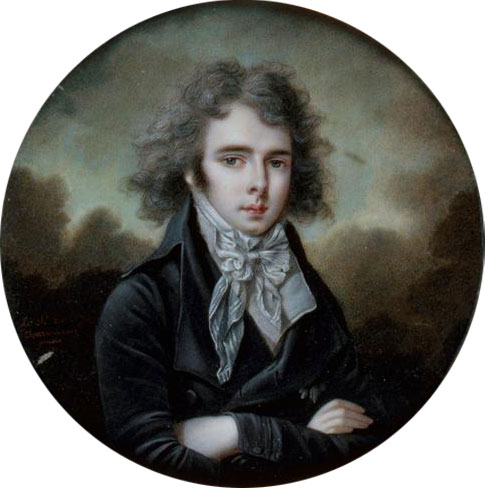
Anton Radziwiłł
(1775–1833)

#### 1301–1800
- Alexandra von Litauen (* um 1360; † 1434), Prinzessin von Litauen und eine Schwester von König Władysław II. Jagiełło von Polen
- Barbara Radziwiłł (1520–1551), Königin von Polen und Großfürstin von Litauen
- Krzysztof Mikołaj Radziwiłł (1547–1603), Wojewode von Wilna und Großhetman von Litauen
- Georg Radziwill (1556–1600), Kardinal der römisch-katholischen Kirche
- Janusz Radziwiłł (1579–1620), Magnat
- Kazimierz Lew Sapieha (1609–1656), Politiker im Großfürstentum Litauen im Polen-Litauen
- Zwi Hirsch Koidanower (1655–1712), Rabbiner in Frankfurt am Main
- Asser Levy († 1682), einer der ersten jüdischen Siedler der niederländischen Kolonie Nieuw Nederland und damit einer der ersten Juden in Amerika
- Andreas Johannes Orlovius (1735–1788), polnischer Mediziner
- Mateusz Tokarski (1747–1807), polnischer Maler
- Feliks Janiewicz (1762–1848), polnischer Komponist und Violinist
- Andrei Ossipowitsch Sichra (1773–1850), russischer Gitarrist, Komponist und Musikpädagoge
- Anton Radziwiłł (1775–1833), polnischer und preußischer Politiker, Großgrundbesitzer, Komponist und Musikmäzen
- Siegmund Anczyc (1783–1855), polnischer Theaterschauspieler und -direktor
- Joseph Liboschitz (1783–1824), russischer Arzt und Naturforscher
- Abraham Dob Lebensohn (1794–1878), hebräischer Dichter und Grammatiker

### 19. Jahrhundert

#### 1801–1850

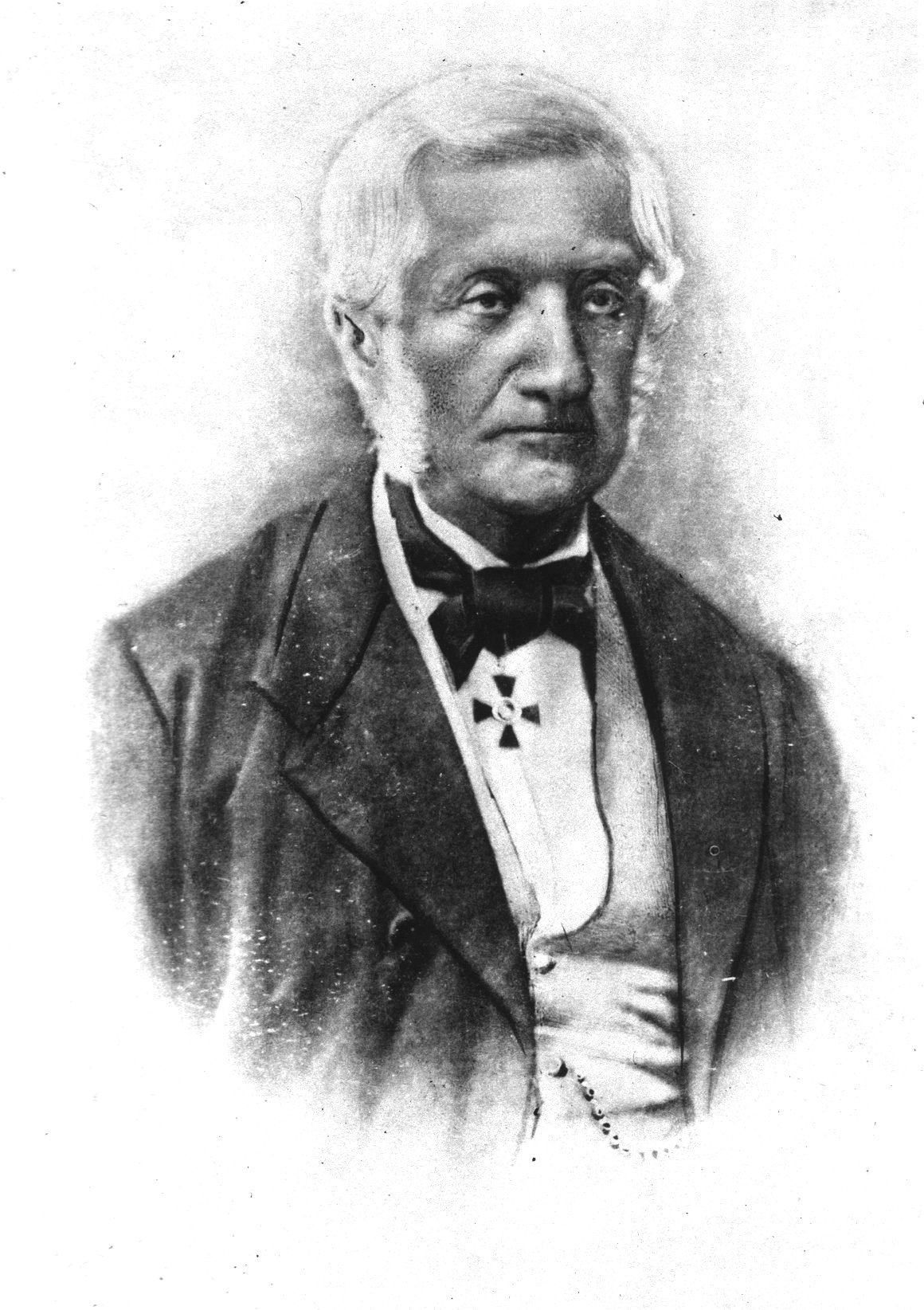
Adam Ferdynand Adamowicz
(1802–1881)

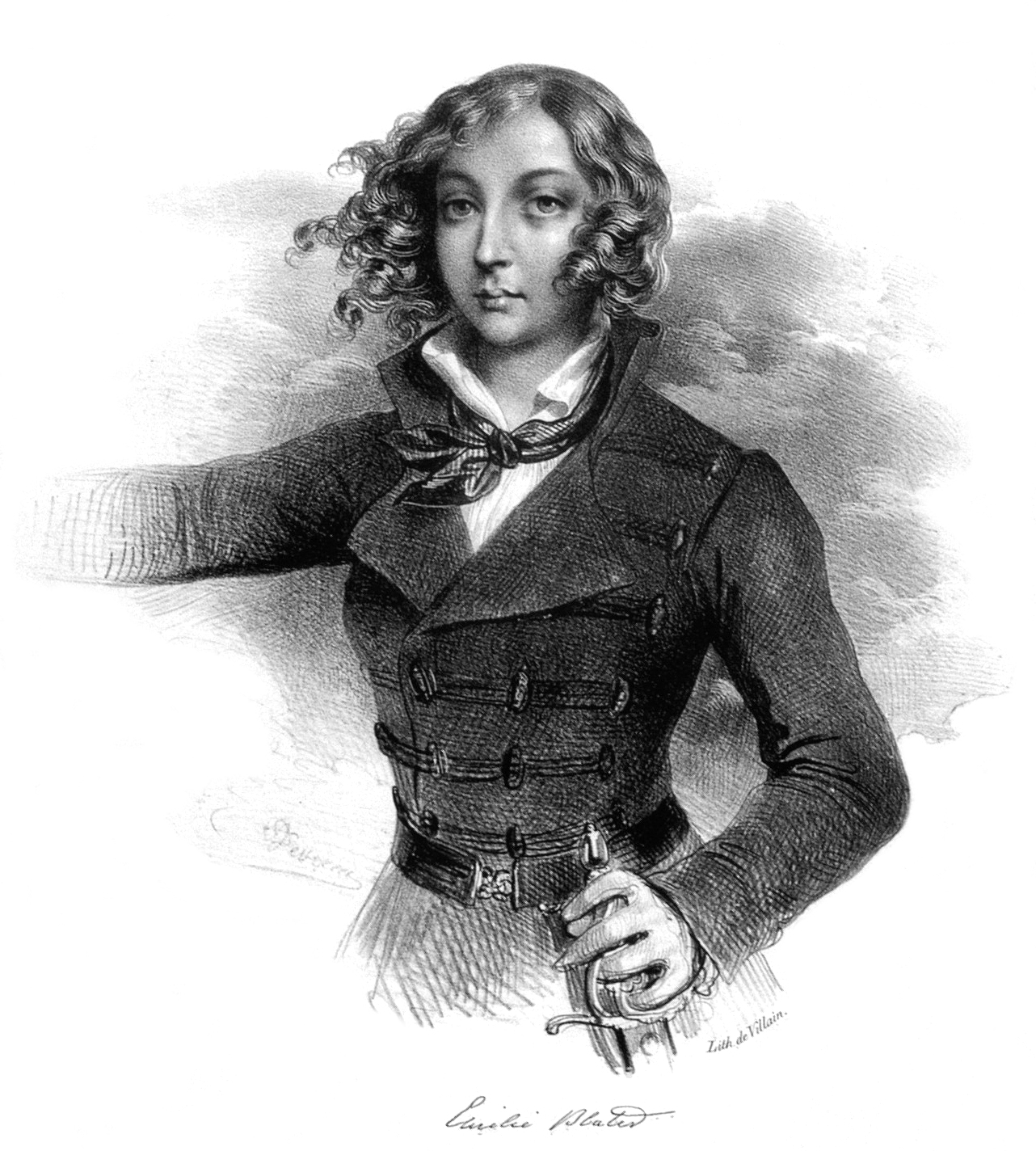
Emilia Plater
(1806–1831)

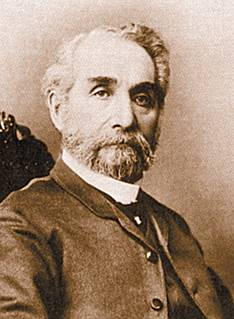
Daniel Chwolson
(1819–1911)

- Adam Ferdynand Adamowicz (1802–1881), polnischer Mediziner
- Natalia Kicka (1806–1888), polnische Numismatikerin und Archäologin
- Emilia Plater (1806–1831), polnische Nationalheldin
- Eisik Meir Dick (1807–1893), hebräischer und jiddischer Schriftsteller und Übersetzer
- Władysław Plater (1808–1889), polnisch-litauischer Graf
- Cezary Plater (1810–1869), polnisch-litauischer Graf
- Wiktor Każyński (1812–1867), polnischer Komponist
- Józef Warszewicz (1812–1866), polnischer Botaniker
- Mattityahu Strashun (1817–1885), Talmudist
- Daniel Chwolson (1819–1911), russischer Orientalist und Altertumsforscher
- Alexander Moses Lapidot (1819–1906), Rabbiner
- Władysław Ludwik Anczyc (1823–1883), polnischer Schriftsteller, Dichter und Dramatiker
- Julian Klaczko (1825–1906), polnischer Schriftsteller, Publizist und Politiker
- Micha Josef Lebensohn (1828–1852), hebräischer Dichter und Übersetzer
- Jehuda Leib Gordon (1830–1892), russischer Autor und Dichter der Haskala
- Henryk Abicht (1835–1863), polnischer Aktivist
- César Cui (1835–1918), russischer Komponist, Musikkritiker und Offizier (Militäringenieur) der russischen Armee
- Raphael Kalinowski (1835–1907), polnischer Karmelit, Heiliger
- Eliakum Zunser (1835–1913), russischer jiddischer Volkssänger
- Michał Elwiro Andriolli (1836–1893), polnischer Maler und Architekt
- Teofilija Batschynska (1837–1906), ukrainische Schauspielerin
- Jizchak Blaser (1837–1907), russischer Oberrabbiner von St. Petersburg
- Saul Kowner (1837–1896), jüdisch-russischer Mediziner
- Josua Steinberg (1839–1908), russisch-jüdischer Gelehrter
- Mark Antokolski (1843–1902), jüdisch-russischer Bildhauer
- Moritz Prozor (1849–1928), russischer Diplomat und Übersetzer

#### 1851–1900

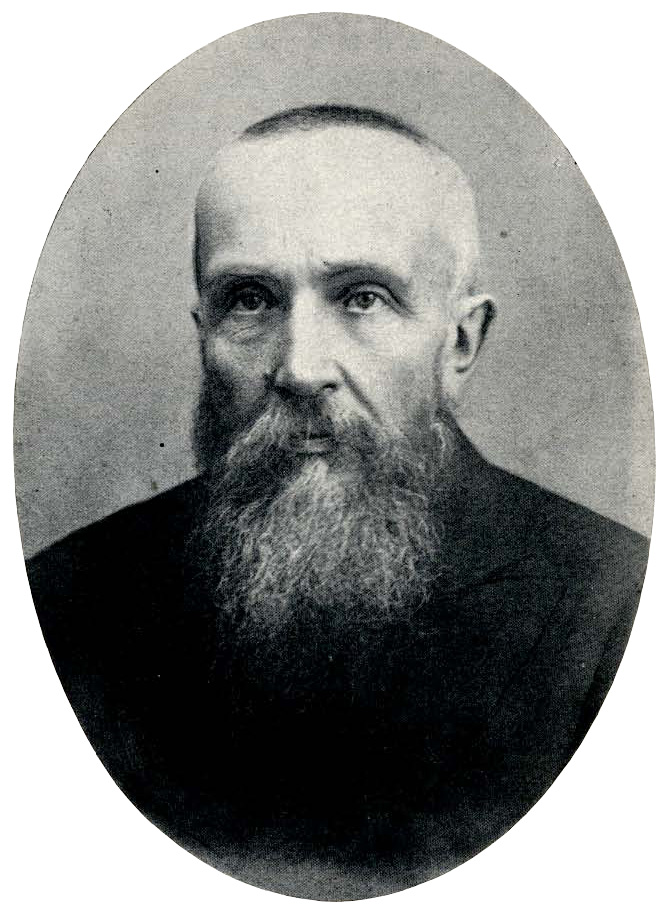
Tadas Vrublevskis
(1858–1925)

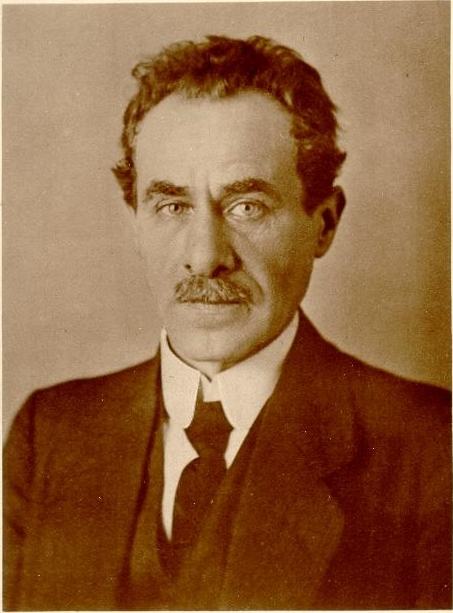
Leo Jogiches
(1867–1919)

- Eduard Robert Flegel (1852–1886), Afrikareisender
- Aaron Sundelewitsch (1853/54–1923), russischer Revolutionär
- Waldemar Jochelson (1855–1937), russischer Anthropologe, Ethnograph und Erforscher der indigenen Völker des russischen Nordens, insbesondere von Kamtschatka und der Aleuten
- Tadas Vrublevskis (1858–1925), polnisch-litauischer adliger Rechtsanwalt und Mäzen
- Lew Kekuschew (1862–1917), russischer Architekt und Hochschullehrer
- Józef Bałzukiewicz (1867–1915), polnischer Maler
- Leo Jogiches (1867–1919), polnisch-jüdischer Politiker
- Alexander Berkman (1870–1936), Anarchist und Schriftsteller
- Barnet Licht (1874–1951), deutscher Dirigent und Chorleiter
- Aleksander Prystor (1874–1941), polnischer Oberst, Politiker und Ministerpräsident
- Alexander Schtscherbatski (1874–1952), russischer Diplomat
- Sophia Zaïkowska (1874–1939), französische Schriftstellerin polnischer Herkunft
- Arno Nadel (1878–1943), deutsch-jüdischer Musikwissenschaftler, Schriftsteller und Maler
- Wacław Makowski (1880–1942), polnischer Jurist, Politiker und Parlamentspräsident
- Dmytro Doroschenko (1882–1951), ukrainischer Historiker und Politiker
- Grigori Broido (1883–1956), sowjetischer Politiker
- Ignati Kratschkowski (1883–1951), russischer Arabist
- Solomon M. Schwarz (1883–1973), russisch-US-amerikanischer Soziologe
- Maximilian Steinberg (1883–1946), russischer Komponist
- Nikolai Woronkow (1883–?), russischer Schwimmer
- Aleksandra Brusztein (1884–1968), polnisch-sowjetische Schriftstellerin
- Piotr Rytel (1884–1970), polnischer Komponist, Musikpädagoge und -kritiker
- Samuel Dickstein (1885–1954), Kongress-Abgeordneter des Staates New York und Richter am dortigen obersten Gerichtshof
- Alter Kacyzne (1885–1941), jiddischer Schriftsteller und Fotograf
- Abraham Morewski (1886–1964), polnisch-jüdischer Schauspieler, Regisseur, Schriftsteller und Übersetzer
- Fanya Baron (1887–1921), Anarchistin
- Michail Doller (1889–1952), russischer Filmregisseur und Drehbuchautor
- Danielius Dolskis (1891–1931), litwakischer Sänger und Bühnenkünstler
- Lasar Segall (1891–1957), brasilianisch-jüdischer Maler, Grafiker und Bildhauer
- Kazimiera Iłłakowiczówna (1892–1983), polnische Lyrikerin und Übersetzerin
- Leonardus Syttin (1892–??), Sportschütze
- Rapolas Jakimavičius (1893–1961), Bildhauer und Hochschullehrer
- Arkadi Jekatow (1897–1941), russisch-sowjetischer Testpilot
- Wassili Juschkewitsch (1897–1951), sowjetischer Generaloberst
- Mirra Sachnowskaja (1897–1937), sowjetische Militärführerin und Aufklärungsoffizierin
- Semjon Firin (1898–1937), sowjetischer Geheimdienstoffizier
- Bella Schlesinger (1898–unbekannt), russisch-israelische Sozialarbeiterin in Deutschland, Palästina und Israel
- Andrzej Osiecimski-Czapski (1899–1976), polnischer Ruderer und Eishockeyspieler
- Natalja Prawossudowitsch (1899–1988), russische Komponistin
- Frida Reimann (1899–1996), deutsche Politikerin (KPD)
- Henryk Niewodniczański (1900–1968), polnischer Kernphysiker
- Boris Skossyrew (1900–1989), russischer Adeliger, der in Andorra kurzfristig die Macht erlangte und vom 7. bis 14. (bzw. 21.) Juli 1934 als König Boris I. herrschte

### 20. Jahrhundert

#### 1901–1910

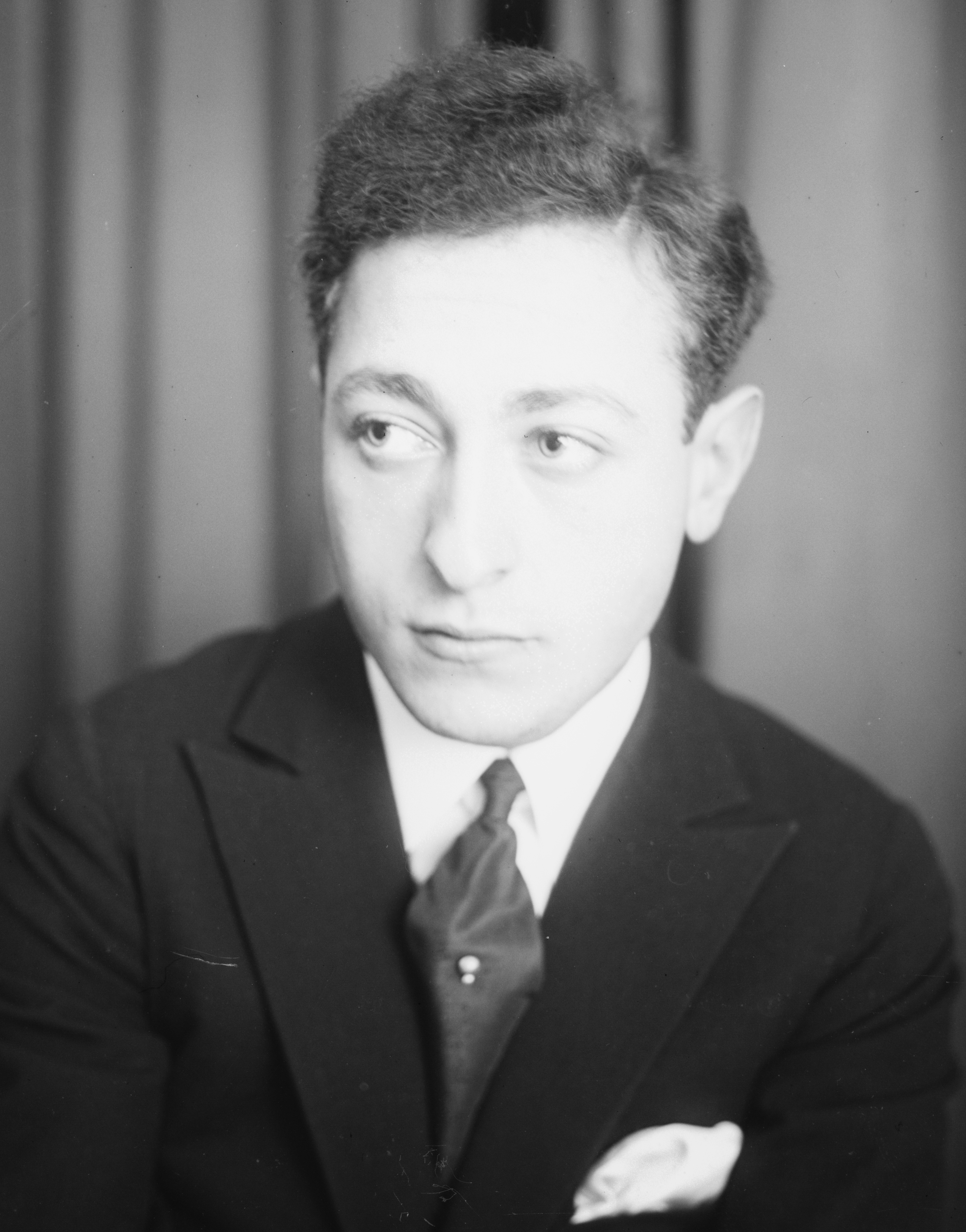
Jascha Heifetz
(1901–1987)

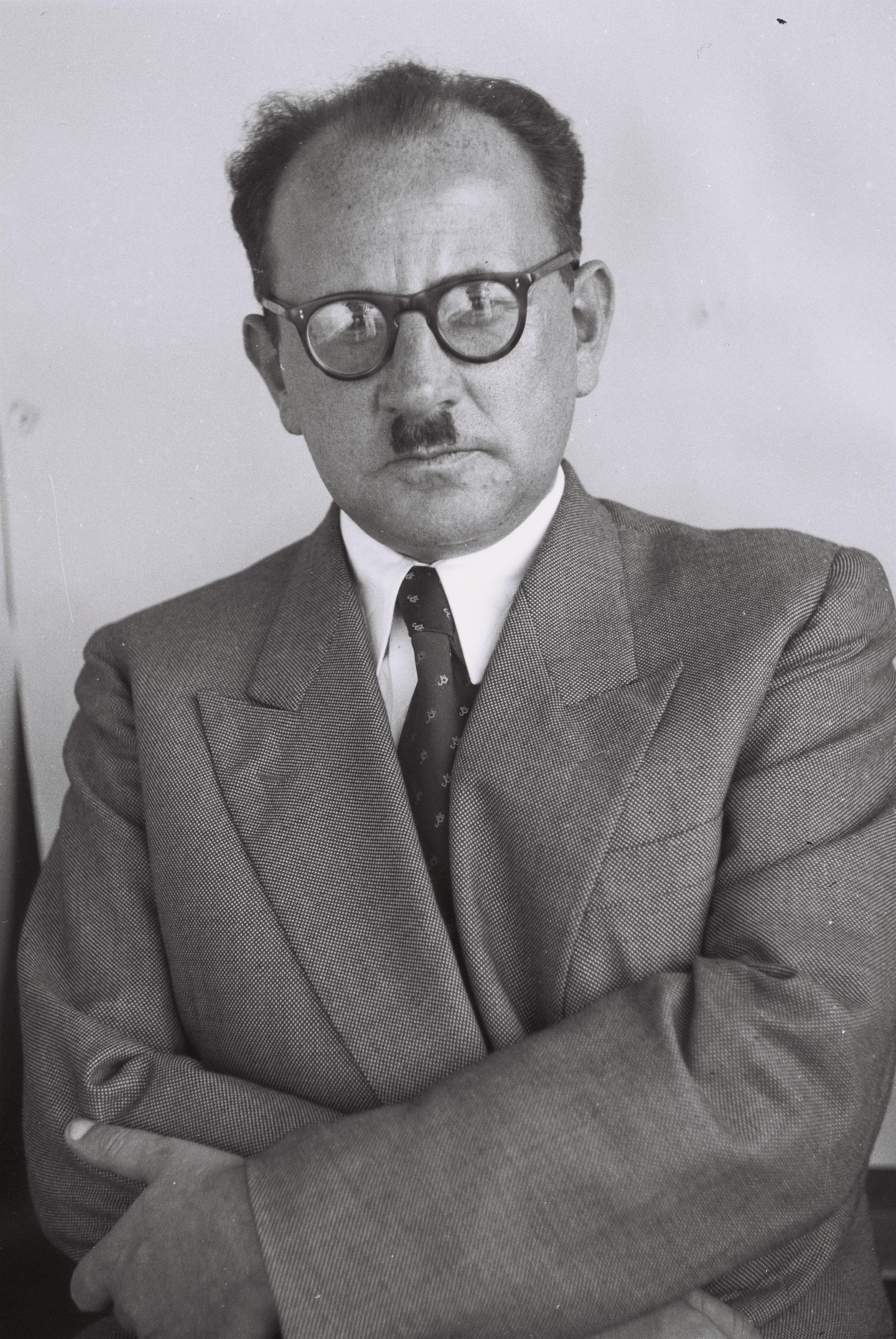
Jacob Tsur
(1906–1990)

- Aron Gurwitsch (1901–1973), US-amerikanischer Philosoph
- Jascha Heifetz (1901–1987), russisch-US-amerikanischer Violinist
- Israel Amir (1902–2002), Aluf der israelischen Luftwaffe und ihr erster Kommandeur
- Mark Sorkin (1902–1986), russisch-US-amerikanischer Filmeditor und Filmregisseur
- Michael Tschesno-Hell (1902–1980), Drehbuchautor und Kulturfunktionär der DDR
- Dmitri Olderogge (1903–1987), russischer Afrikanist, Anthropologe und Historiker
- Malka Silberstein (1903–1941), estländische Juristin
- Irving Cohen (1904–1991), US-amerikanischer Schauspieler und Boxmanager
- Daniel Prenn (1904–1991), deutscher Tennis- und Tischtennisspieler
- Nadia Reisenberg (1904–1983), US-amerikanische Pianistin und Musikpädagogin
- Abraham Blum (1905–1943), ein Führer des Allgemeinen Jüdischen Arbeiterbunds; wurde von der Gestapo nach dem Warschauer Ghettoaufstand ermordet
- Włodzimierz Zonn (1905–1975), polnischer Astronom[1]
- Irving Norman (1906–1989), Zeichner und Maler
- Jacob Tsur (1906–1990), israelischer Diplomat und Zionist
- Misha Veksler (1907–1943), Komponist und Dirigent
- Mira Bernstein (1908–1943), jüdische Lehrerin und Kommunistin
- Shmerke Kaczerginski (1908–1954), Liedtexter, Dichter und Liedsammler
- Emanuel Piore (1908–2000), belarussisch-US-amerikanischer Physiker und Forschungsmanager
- Alexander Schneider (1908–1993), Violinist
- Yemima Avidar-Tchernovitz (1909–1998), israelische Kinderbuchautorin
- Chaim Grade (1910–1982), russischer Schriftsteller und Dichter
- David Frank-Kamenezki (1910–1970), russischer Plasmaphysiker und Chemiker

#### 1911–1920

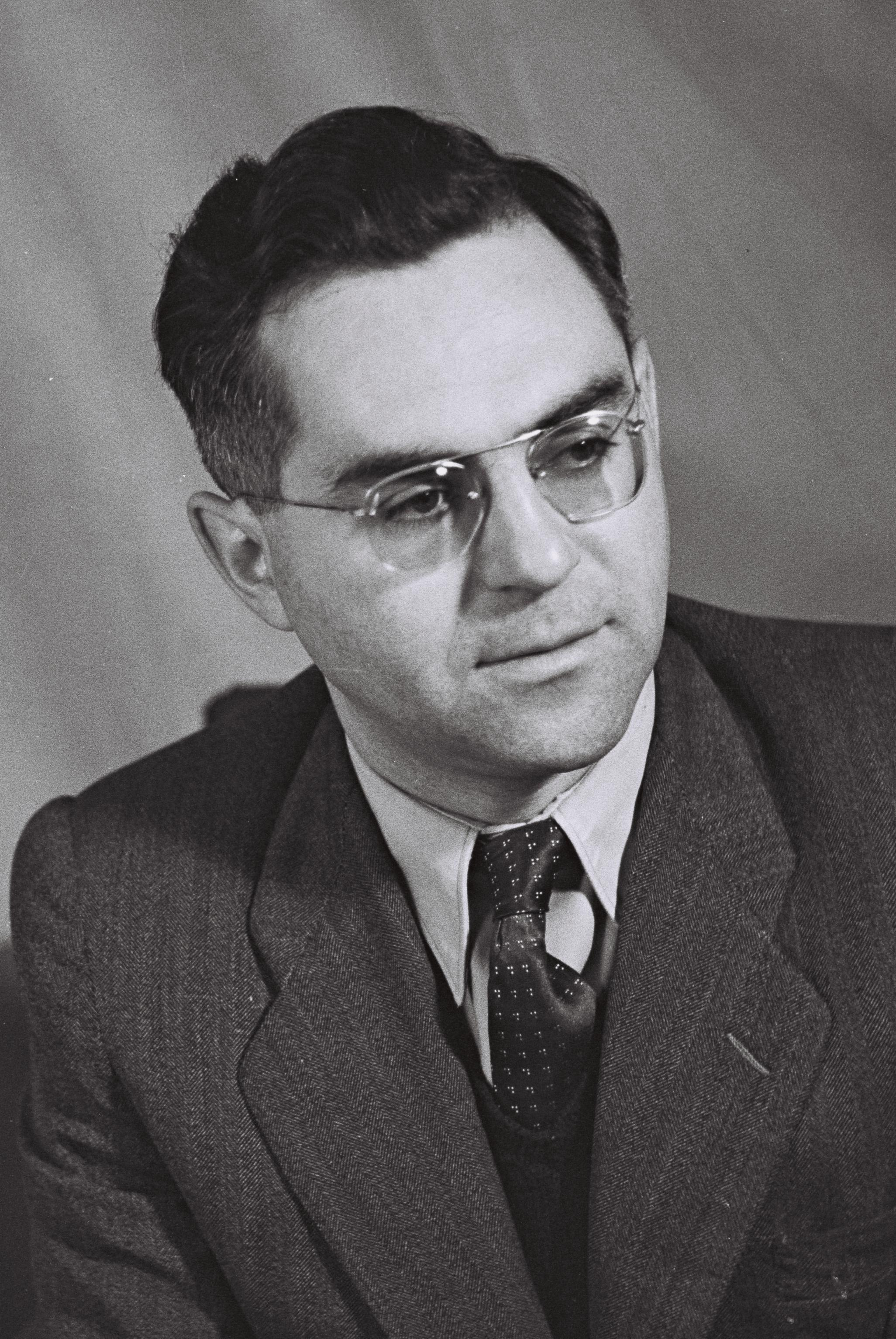
Meir Vilner
(1918–2003)

- Clara Rockmore (1911–1998), russische Instrumentalistin, Virtuosin auf dem Theremin
- Eric Lidow (1912–2013), US-amerikanischer Unternehmer
- Josef Grigulewitsch (1913–1988), sowjetischer Agent, Diplomat und Historiker
- Chiena Borowska (1914 – nach August 1997), Partisanin und Krankenschwester
- Romain Gary (1914–1980), französischer Schriftsteller, Regisseur, Übersetzer und Diplomat[2]
- Shmuel Kaplinski (1914–2000), jüdischer Partisan
- Mieczysław Łomowski (1914–1969), polnischer Kugelstoßer und Diskuswerfer
- Sonia Madejsker (1914–1944), polnische Kommunistin und jüdische Partisanin
- Harold Pupkewitz (1915–2012), namibischer Geschäftsmann und Unternehmensmanager
- Eliyahu Yones (1915–2011), israelischer Redakteur, Journalist und Schriftsteller
- Jitzhak Zuckerman (1915–1981), jüdischer Widerstandskämpfer im besetzten Polen
- Grischa Barfuss (1917–1995), deutscher Schriftsteller und Theaterleiter
- Tadeusz Marcinkowski (1917–2011), polnischer Mediziner
- Grigori Pomeranz (1918–2013), russischer Philosoph und Kulturtheoretiker
- Meir Vilner (1918–2003), kommunistischer israelischer Politiker
- Danuta Bieńkowska (1920–1992), polnische Schriftstellerin[3]

#### 1921–1930

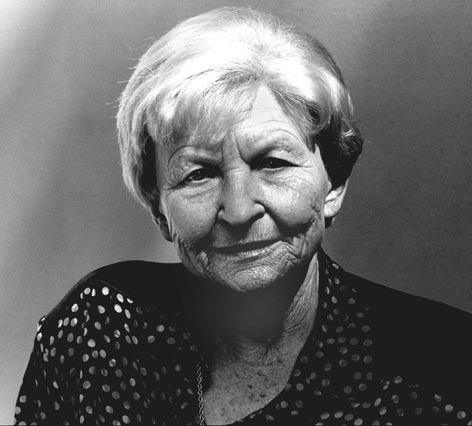
Marija Gimbutas
(1921–1994)

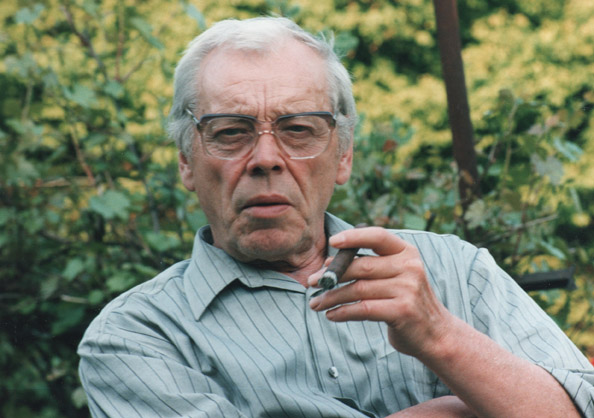
Bernard Ładysz
(1922–2020)

- Marija Gimbutas (1921–1994), Archäologin
- Moshe Lewin (1921–2010), US-amerikanischer Sozial- und Wirtschaftshistoriker
- Rachel Margolis (1921–2015), Biologin und Holocaustüberlebende
- Hirsch Glik (1922–1944), jiddischer Dichter und Partisan im Zweiten Weltkrieg
- Adam Kwiatkowski (1922–2005), polnischer Schauspieler[4]
- Bernard Ładysz (1922–2020), polnischer Opernsänger, Schauspieler
- Ruta Sakowska (1922–2011), polnische Historikerin
- Michał Bałasz (1923–2025), polnischer Architekt
- Edward Materski (1923–2012), polnischer Geistlicher, römisch-katholischer Bischof von Radom
- Jerzy Passendorfer (1923–2003), polnischer Regisseur
- Cecilia Berdichevsky (1926–2010), argentinische Mathematikerin, Informatikerin und Hochschullehrerin
- Tadeusz Konwicki (1926–2015), polnischer Schriftsteller und Filmregisseur
- Czesław Ryll-Nardzewski (1926–2015), polnischer Mathematiker
- Andrew Victor Schally (1926–2024), polnisch-US-amerikanischer Physiologe, Endokrinologe und Nobelpreisträger
- Uriel Weinreich (1926–1967), US-amerikanischer Linguist
- Maciej Bieniek (1927–2006), polnischer Bauingenieur
- Jerzy Hrybacz (1927–2013), polnischer Politiker
- Barbara Ruszczyc (1928–2001), polnische Ägyptologin
- Józef Patkowski (1929–2005), polnischer Komponist, Musikwissenschaftler und -pädagoge
- Zenon Ważny (1929–2017), polnischer Stabhochspringer
- Joshua Zak (1929–2024), israelischer theoretischer Physiker
- Jerzy Hausleber (1930–2014), mexikanischer Gehertrainer polnischer Herkunft
- Esther Hautzig (1930–2009), US-amerikanische Autorin und Übersetzerin
- Romuald Twardowski (1930–2024), polnischer Komponist und Pädagoge

#### 1931–1940

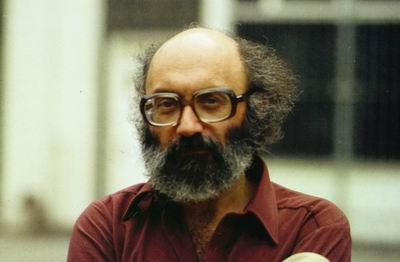
Samuel Bak
(* 1933)

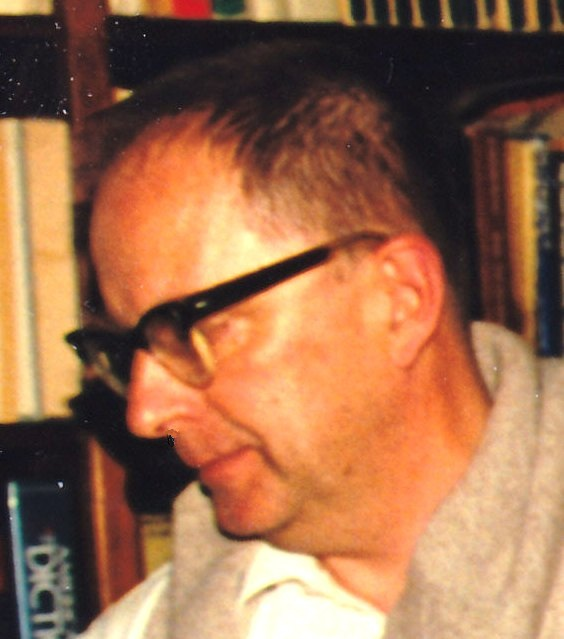
Bohdan Paczyński
(1940–2007)

- Marek Mazurkiewicz (* 1931), polnischer Politiker
- Elwira Seroczyńska (1931–2004), polnische Eisschnellläuferin[5]
- Andrzej Ehrenfeucht (* 1932), polnisch-US-amerikanischer Mathematiker und Informatiker
- Samuel Bak (* 1933), Maler; Überlebender des Holocaust
- Marek Petrusewicz (1934–1992), polnischer Brustschwimmer
- Jerzy Godziszewski (1935–2016), polnischer Pianist und Musikpädagoge
- Leszek Bednarczuk (* 1936), polnischer Sprachwissenschaftler
- Tadeusz Ciesiulewicz (1936–1997), polnischer Maler und Illustrator
- Irena Kownas (* 1937), polnische Schauspielerin[6]
- Władysław Szuszkiewicz (1938–2007), polnischer Kanute[7]
- Ludmilla von Arseniew (1939–2022), deutsche Malerin russischer Herkunft
- Algimantas Dziegoraitis (1939–2007), Rechtsanwalt, Verwaltungsrechtler und Politiker
- Zbigniew Kiwert (1939), Nordischer Wintersportler, Motorrad- und Rallyefahrer, Rallyeautomechaniker
- Tadeusz Gajl (* 1940), polnischer Künstler
- Jan Jaszczanin (1940–2024), Sportpädagoge
- Žibartas Juozas Jackūnas (* 1940), Philosoph und Politiker
- Bohdan Paczyński (1940–2007), polnischer Astronom und Astrophysiker

#### 1941–1950

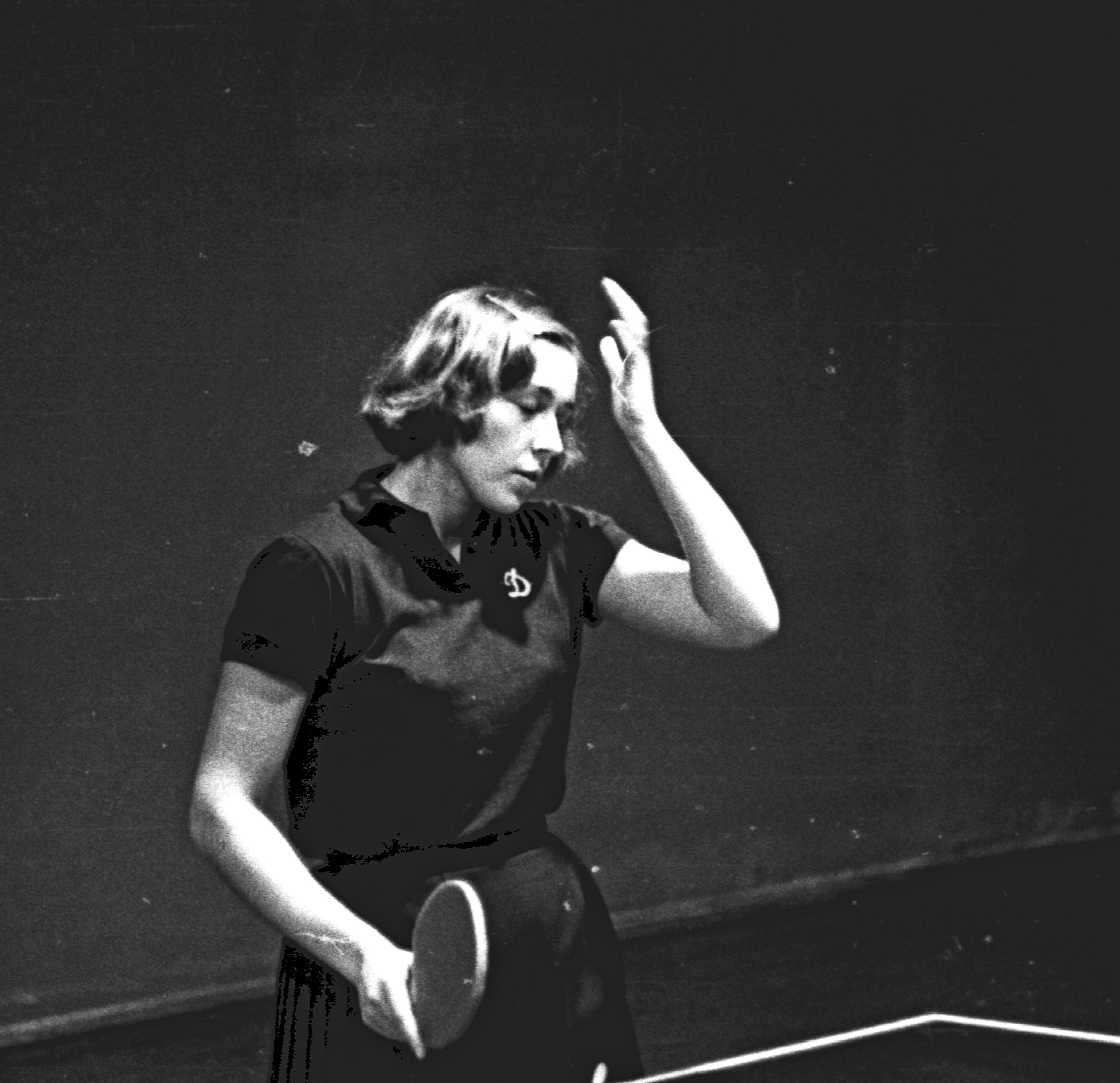
Laima Balaishite
(* 1948)

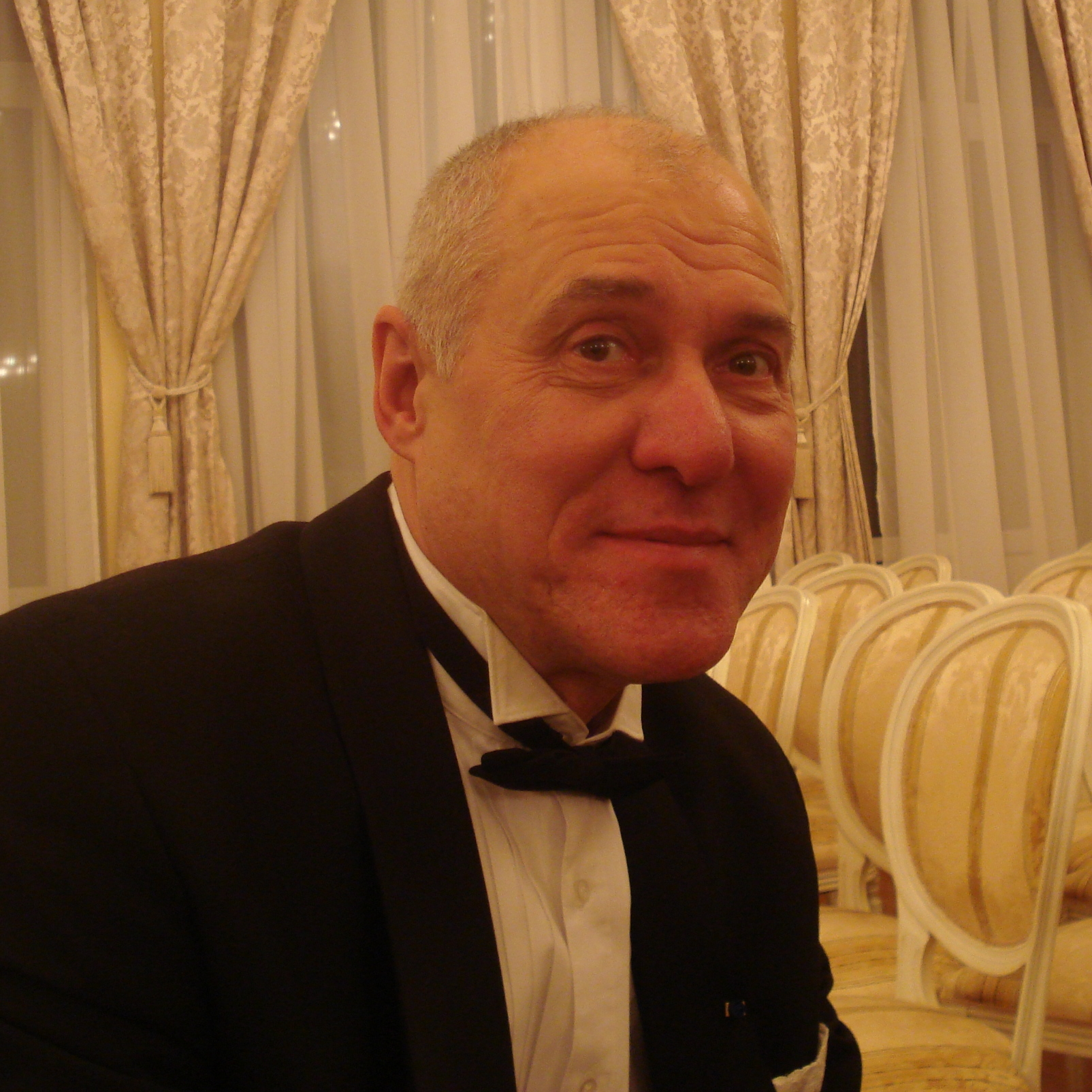
Vladimir Prudnikov
(* 1949)

- Mirosław Gliński (1941–2020), polnischer Historiker
- Gediminas Paviržis (1941–2022), Politiker, Bürgermeister, Seimas-Mitglied
- Izabella Antonowicz-Szuszkiewicz (* 1942), polnische Kanutin[8]
- Adolfas Antanas Balutis (* 1942), Bauingenieur und Politiker
- Jūratė Kristina Kazickas-Altman (* 1943), litauisch-US-amerikanische Unternehmerin und Mäzenin
- Gintautas Žintelis (* 1943), Ingenieur und Politiker
- Algimantas Juocevičius (1944–2015), Politiker
- Witold Wedecki (* 1944), polnischer Schriftsteller
- Remy Filipovitch (1946–2018), Jazzmusiker und Komponist
- David Geringas (* 1946), Cellist
- Krystyna Michałowska (* 1946), deutsch-polnische Opernsängerin
- Raimundas Katilius (1947–2000), Musikpädagoge, Geiger und Professor
- Tautvydas Lideikis (1947–1993), Physiker und Politiker
- Laima Balaishite (* 1948), Tischtennisspielerin
- Ilja Bereznickas (* 1948), Künstler, Illustrator, Karikaturist und Animationsfilmer
- Vaclovas Krutinis (1948–2013), Bildhauer
- Gediminas Navaitis (* 1948), Psychologe und Psychotherapeut, Politiker
- Esther Shalev-Gerz (* 1948), israelische Künstlerin
- Kęstutis Glaveckas (1949–2021), Ökonom und Politiker
- Vladimir Prudnikov (* 1949), Opernsänger, Musikpädagoge und Politiker
- Alvydas Sadeckas (* 1949), Unternehmer, Politiker und Polizeikommissar
- Kęstutis Šapka (* 1949), sowjetisch-litauischer Hochspringer
- Stanisław Wołodko (1950–2021), polnischer Leichtathlet

#### 1951–1960

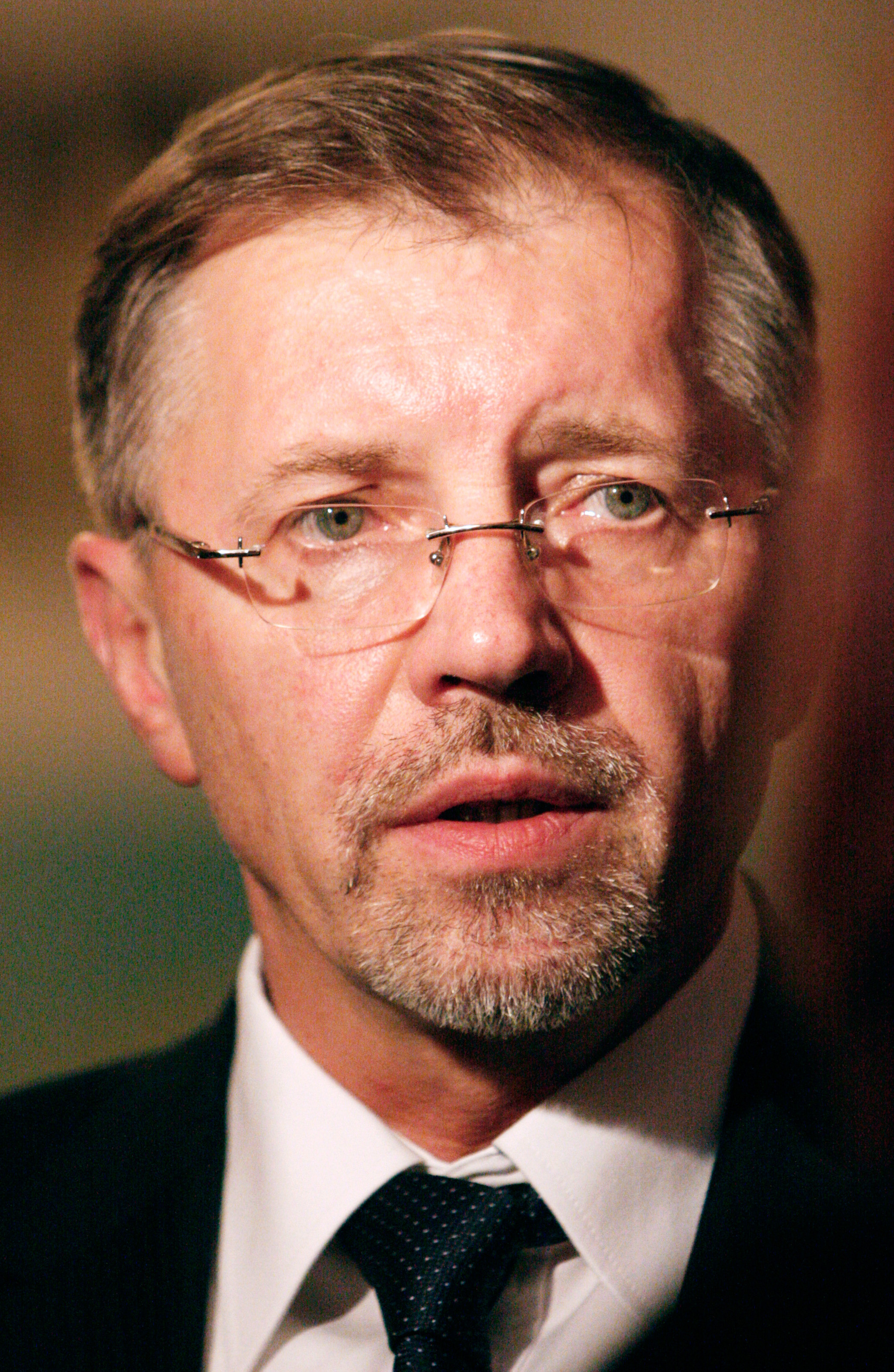
Gediminas Kirkilas
(1951–2024)

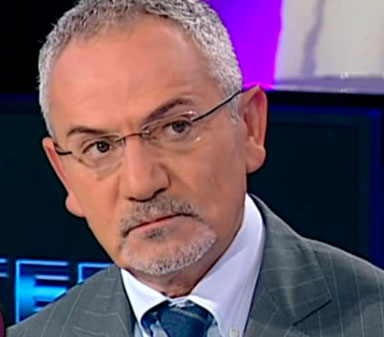
Sawik Schuster
(* 1952)

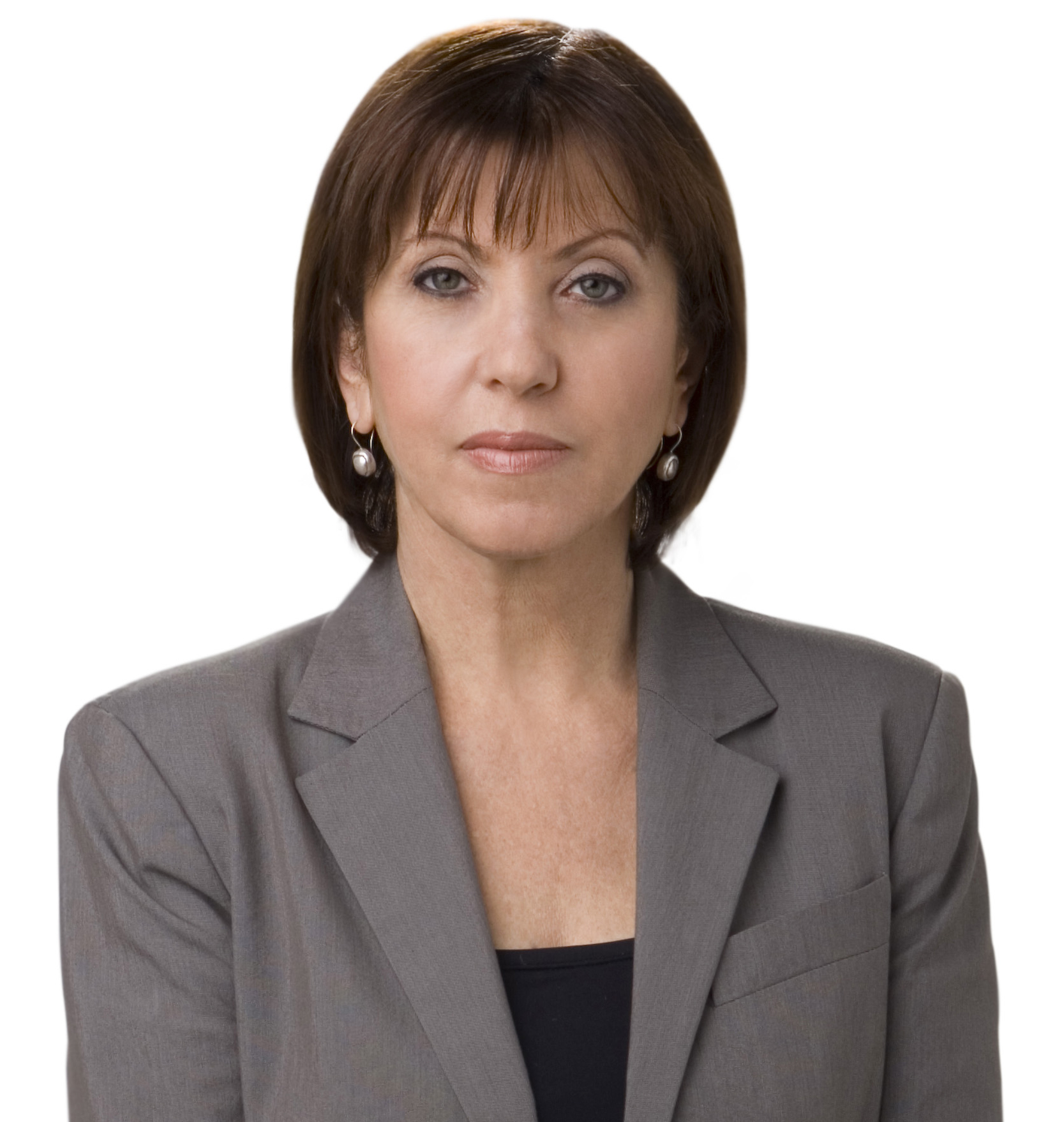
Zehava Gal-On
(* 1956)

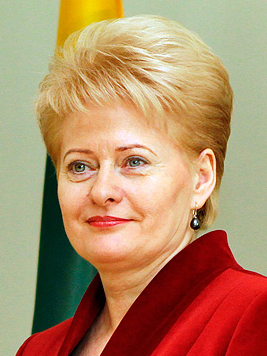
Dalia Grybauskaitė
(* 1956)

- Šarūnas Adomavičius (* 1951), Politiker, Diplomat, Verwaltungsjurist, Kriminologe
- Gediminas Kirkilas (1951–2024), Politiker
- Teodoras Medaiskis (* 1951), Ökonom und Politiker
- Audrius Rudys (* 1951), Politiker
- Angelė Rupšienė (* 1952), sowjetisch-litauische Basketballspielerin
- Sawik Schuster (* 1952), kanadisch-italienischer Journalist und Moderator der ukrainischen Talkshow Schuster Live
- Dangutė Ambrasienė (* 1953), Juristin, Zivilrichterin am Litauischen Obersten Gericht
- Danutė Budreikaitė (* 1953), Politikerin und Wirtschaftswissenschaftlerin
- Julius Dautartas (* 1953), Politiker
- Artūras Paulauskas (* 1953), Jurist und Politiker
- Alexander Antonow (* 1954), sowjetisch-russischer Kybernetiker und Hochschullehrer
- Sigita Burbienė (* 1954), Politikerin
- Vytautas Miškinis (* 1954), Chorleiter und Komponist
- Nijolė Oželytė (* 1954), Schauspielerin und Politikerin
- Algirdas Sysas (* 1954), Politiker
- Ana Ambrazienė (1955–2025), sowjetisch-litauische Hürdenläuferin
- Vladas Gefenas (* 1955), Chemiker und Schachmeister
- Galina Murašova (* 1955), sowjetisch-litauische Diskuswerferin
- Czesław Okińczyc (* 1955), Wirtschaftsjurist, Rechtsanwalt, Diplomat und Politiker
- Zehava Gal-On (* 1956), israelische Politikerin
- Dalia Grybauskaitė (* 1956), Politikerin und seit 2009 Präsidentin Litauens
- Arvydas Juozaitis (* 1956), Philosoph, Journalist, Schwimmer und Politiker
- Andrius Kubilius (* 1956), Politiker, Ministerpräsident von Litauen
- Jonas Lionginas (* 1956), Bankmanager und Politiker
- Onutė Narbutaitė (* 1956), Komponistin
- Artūras Žukauskas (* 1956), Physiker
- Gediminas Černiauskas (* 1957), Ökonom und Politiker
- Rimantas Pleikys (1957–2021), Journalist und Politiker
- Jonas Romanovas (* 1957), Radrennfahrer
- Erikas Tamašauskas (* 1957), Politiker
- Audronė Žigaitytė-Nekrošienė (* 1957), Komponistin, Musikpädagogin, -kritikerin und -journalistin
- Audronius Ažubalis (* 1958), Politiker
- Kazimieras Černis (* 1958), Astronom und Asteroidenentdecker
- Gediminas Juzeliūnas (* 1958), Physiker
- Vytautas Nalivaika (* 1958), Bildhauer
- Liudvika Pociūnienė (* 1958), Journalistin und Politikerin
- Anna Azari (* 1959), israelische Diplomatin
- Dalius Čekuolis (* 1959), Diplomat
- Sergej Dmitrijew (* 1959), Politiker
- Giedrius Čekuolis (* 1959), Diplomat und Politiker
- Rimantas Šadžius (* 1960), Politiker und 2012 bis 2016 Finanzminister
- Algis Strelčiūnas (* 1960), Politiker
- Valdas Tutkus (* 1960), Generalleutnant
- Robertas Žulpa (1960–2024), sowjetisch-litauischer Schwimmer

#### 1961–1970

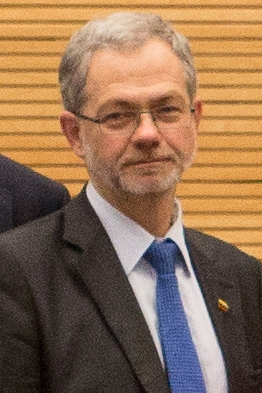
Linas Balsys
(* 1961)

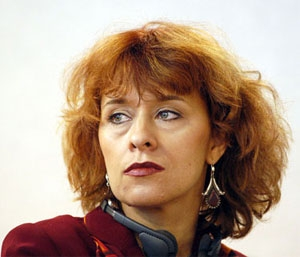
Jurga Ivanauskaitė
(1961–2007)

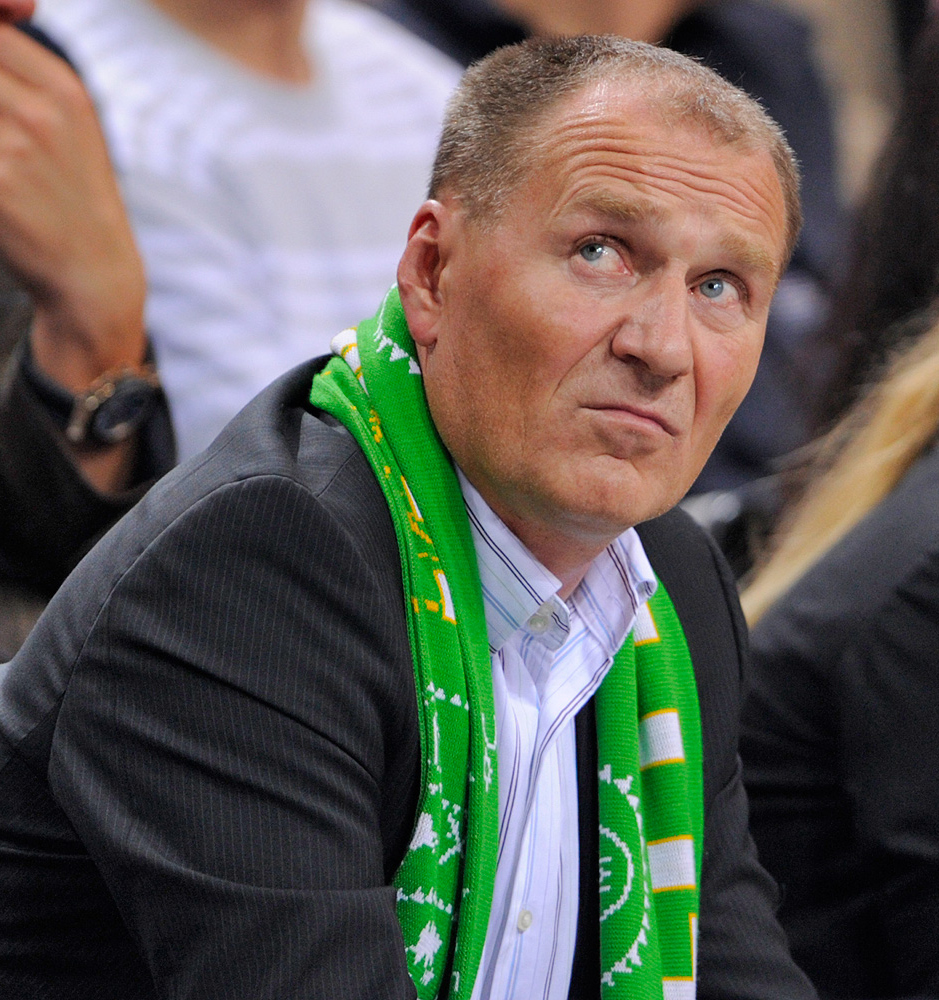
Algis Čaplikas
(* 1962)

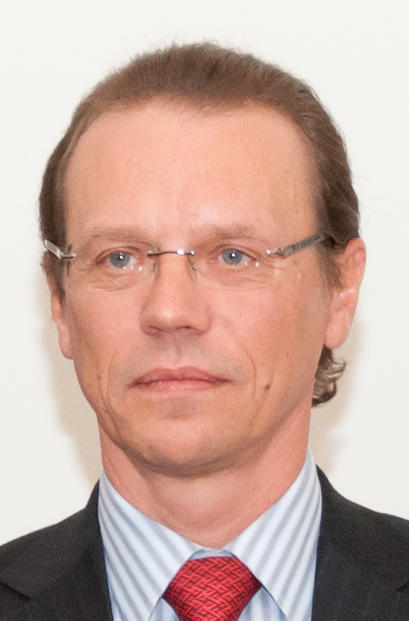
Algirdas Šemeta
(* 1962)

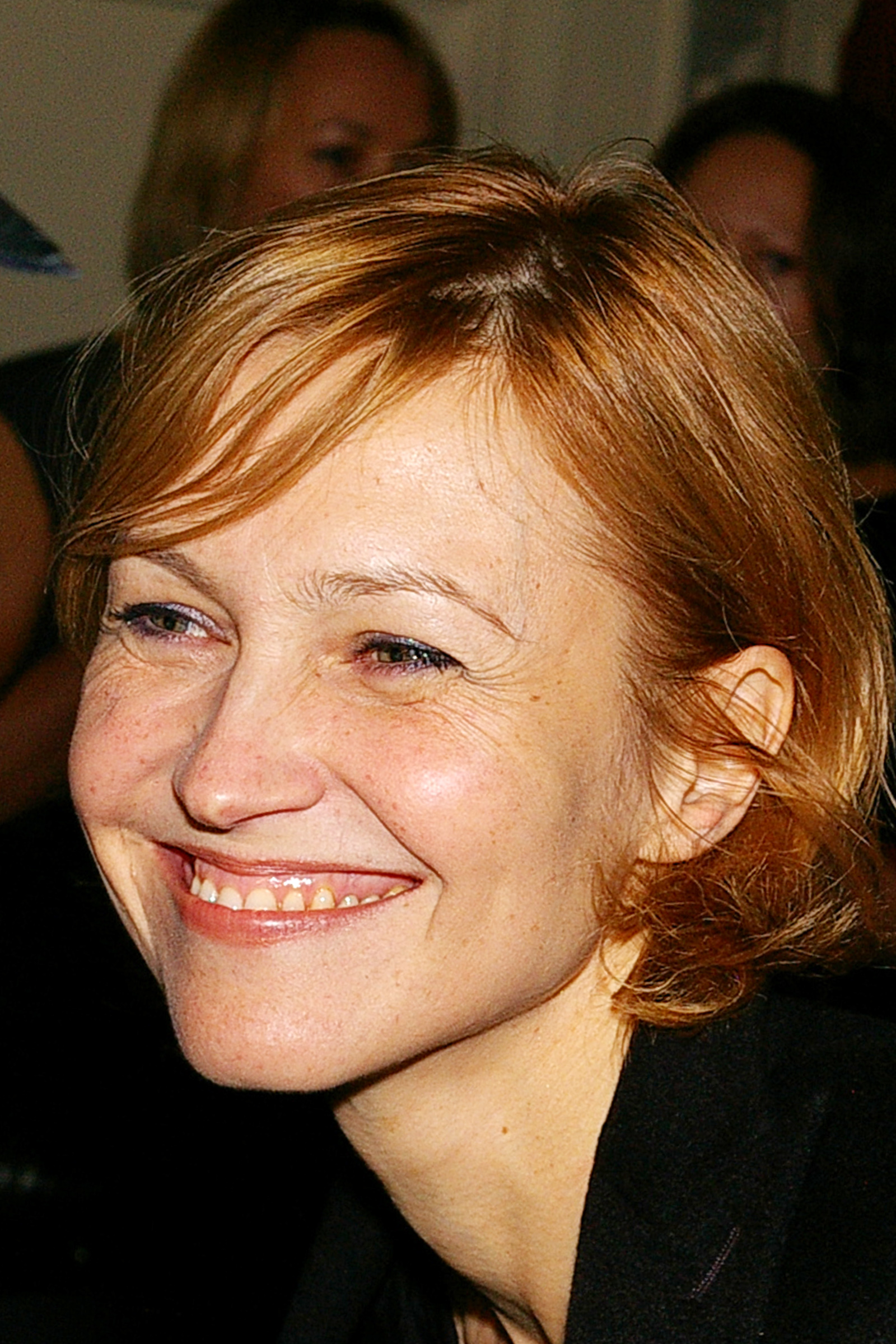
Ingeborga Dapkūnaitė
(* 1963)

- Linas Balsys (* 1961), Journalist und Politiker
- Petras Geniušas (* 1961), Pianist und Musikpädagoge
- Jurga Ivanauskaitė (1961–2007), Schriftstellerin
- Egidijus Kūris (* 1961), Verfassungsrechtler
- Linas Antanas Linkevičius (* 1961), Politiker, seit 2012 Außenminister Litauens
- Algis Čaplikas (* 1962), Politiker
- Gintaras Kryževičius (* 1962), Richter, Gerichtspräsident des Obersten Gerichts Litauens
- Darius Kuolys (* 1962), Kulturhistoriker und Politiker
- Aloyzas Kveinys (1962–2018), Schachspieler
- Algirdas Šemeta (* 1962), Politiker und Ökonom
- Arvydas Anušauskas (* 1963), Historiker und Politiker
- Ingeborga Dapkūnaitė (* 1963), Schauspielerin
- Lina Kačiušytė (* 1963), Sportfunktionärin und ehemalige Schwimmerin
- Žimantas Pacevičius (* 1963), Verwaltungsjurist und Politiker
- Marijonas Ročius (* 1963), Fernschachspieler
- Eduardas Rozentalis (* 1963), Schachspieler
- Ramūnas Usonis (* 1963), Politiker
- Oleg Fedosiuk (* 1964), litauischer Jurist russischer Herkunft
- Linas Tadas Karosas (* 1964), Unternehmer
- Ilia Kitup (* 1964), russischer Dichter, Künstler, Comic-Zeichner und Herausgeber
- Vilmantas Liorančas (* 1964), Badmintonfunktionär
- Remigijus Merkelys (* 1964), Komponist
- Aleksandrs Mirskis (* 1964), lettischer Politiker
- Naglis Puteikis (* 1964), Politiker
- Gintaras Švedas (* 1964), Jurist, Strafrechtler, Professor und Politiker
- Daina Gudzinevičiūtė (* 1965), Sportschützin und Olympiasiegerin
- Dalia Kutkaitė (* 1965), sowjetisch-litauische rhythmische Sportgymnastin[9]
- Darius Juozas Mockus (* 1965), Unternehmer
- Waldemar Tomaszewski (* 1965), polnisch-litauischer Politiker
- Vincas Babilius (* 1966), Politiker
- Sigitas Čirba (* 1966), Politiker
- Gintaras Didžiokas (* 1966), Politiker
- Camilla Baginskaite (* 1967), litauisch-US-amerikanische Schachspielerin
- Andrius Mamontovas (* 1967), Songwriter, Musiker
- Gintaras Jasinskas (1968–2024), Biathlet
- Ernestas Mackevičius (* 1968), Journalist und Fernsehmoderator[10]
- Gediminas Mesonis (1968–2022), Verfassungsrechtler
- Andrius Namavičius (* 1968), Verwaltungsjurist und Diplomat
- Oskaras Koršunovas (* 1969), Regisseur, Dramaturg, Bühnenbildner
- Rytis Paulauskas (* 1969), Verwaltungsjurist und Diplomat
- Darius Zagorskis (* 1969), Schachspieler
- Mindaugas Bagdonavičius (* 1970), Unternehmer
- Jonas Čekuolis (* 1970), Journalist und Politiker
- Giedrius Drukteinis (* 1970), Autor, Moderator, Journalist und linker Politiker
- Indrė Mišeikytė (* 1970), Architektin, Unternehmerin und Managerin
- Agnė Narušytė (* 1970), Kunsthistorikerin, Kunstkritikerin und Architektin
- Ignas Staškevičius (* 1970), Unternehmer
- Romas Švedas (* 1970), Jurist, Diplomat und Politiker

#### 1971–1980

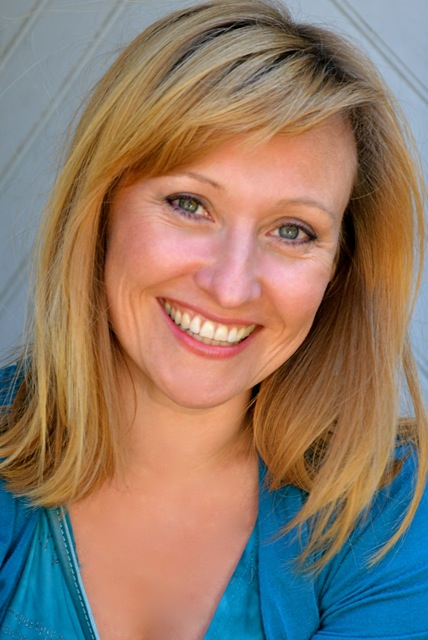
Gabrielle Odinis
(* 1974)

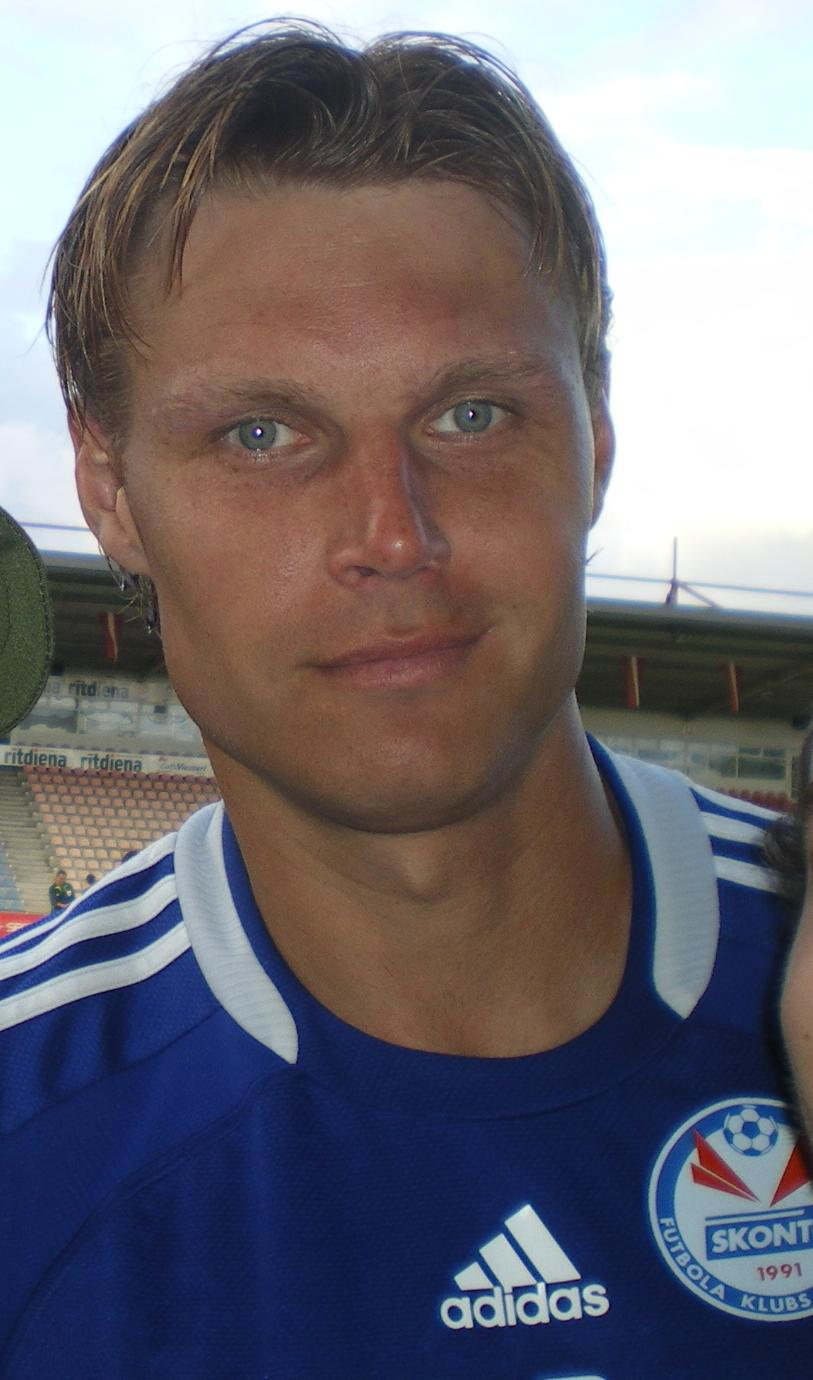
Edgaras Jankauskas
(* 1975)

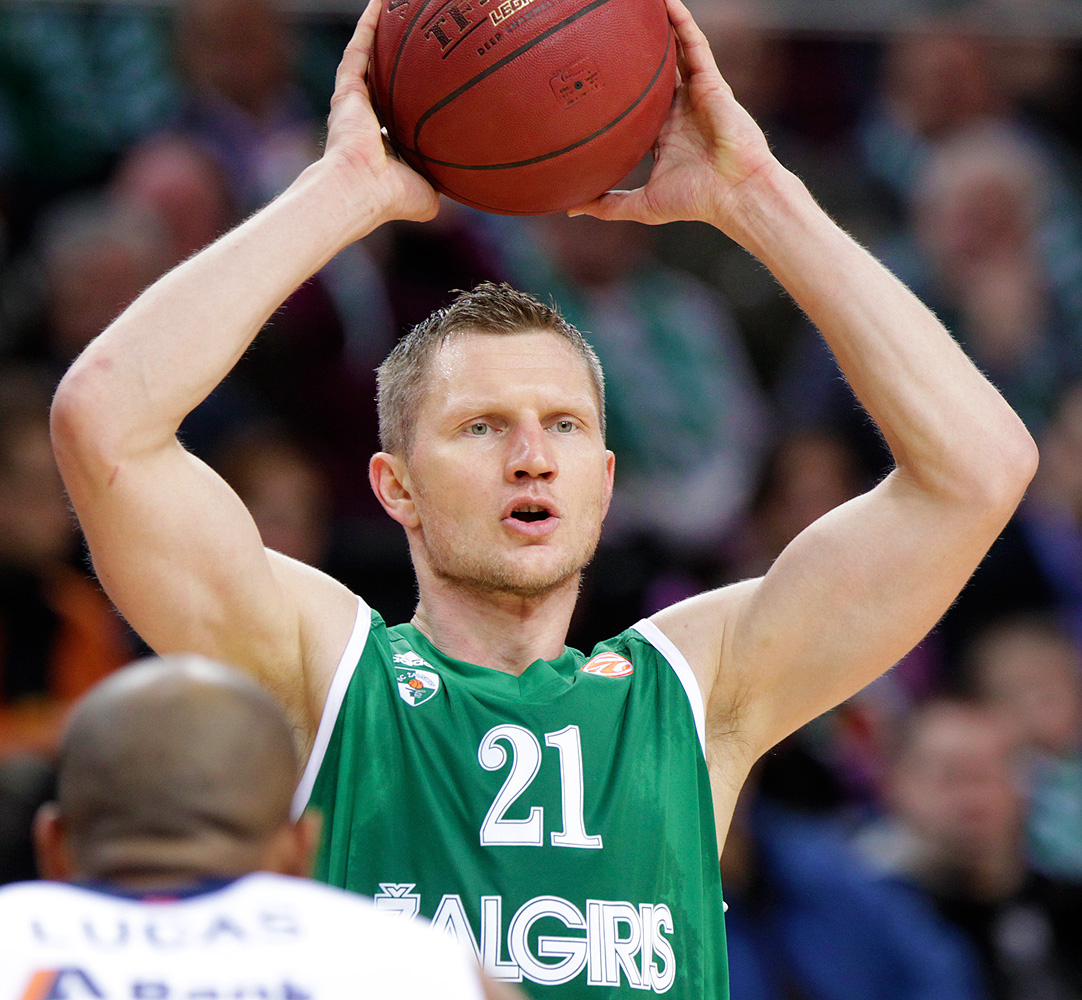
Rimantas Kaukėnas
(* 1977)

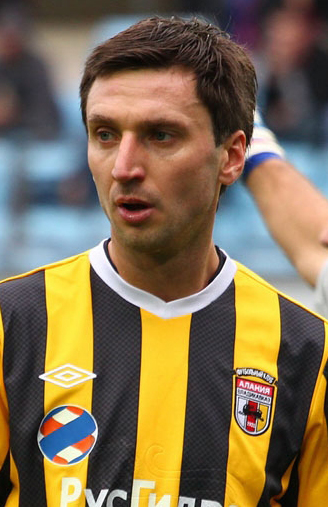
Deividas Šemberas
(* 1978)

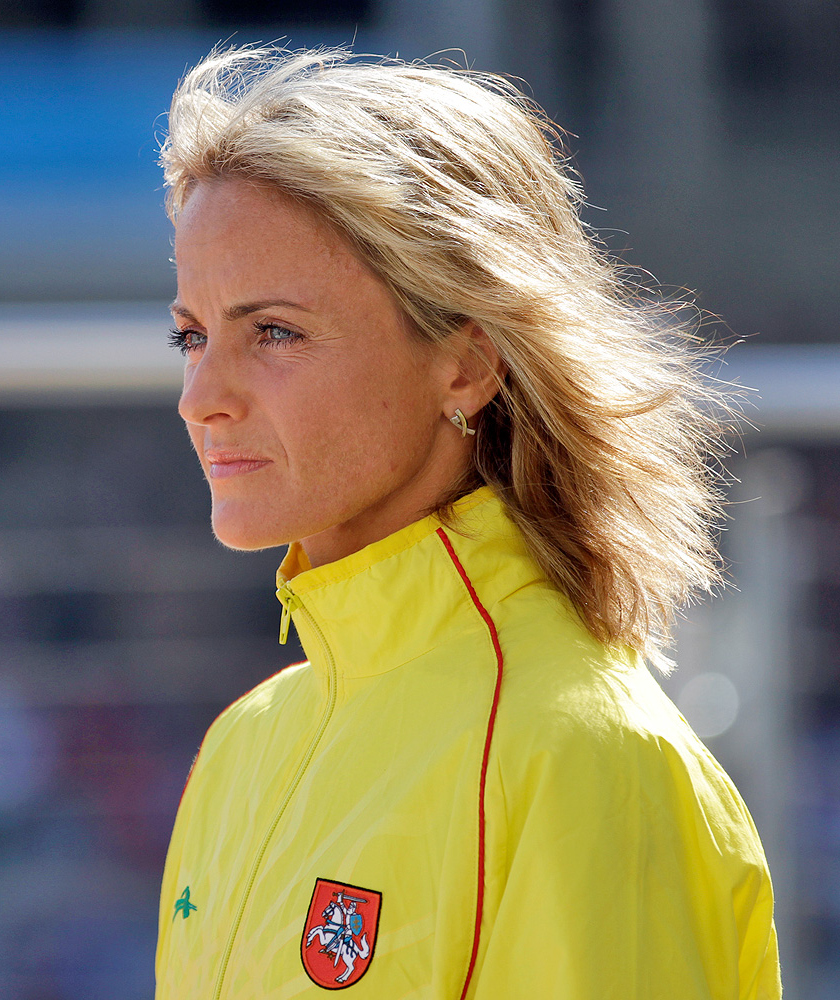
Živilė Balčiūnaitė
(* 1979)

- Romualdas Drakšas (* 1971), Rechtsanwalt, Strafrechtler, Schriftsteller
- Igoris Kirilovas (* 1971), Fußballspieler[11]
- Agnė Zuokienė (* 1971), Politikerin und Journalistin
- Mantas Adomėnas (* 1972), Philosoph und Politiker
- Gintaras Aliksandravičius (* 1972), Polizist und Politiker, Vizeminister für Innen
- Raimundas Mažuolis (* 1972), Schwimmer
- Ričardas Panavas (* 1972), Skilangläufer
- Asta Vonderau (* 1972), Ethnologin
- Skirgailė Žalimienė (* 1972), Juristin, Europarechtlerin und Professorin
- Rokas Žilinskas (1972–2017), Journalist, Moderator und Politiker
- Linas Karalius (* 1973), Musiker und Politiker
- Edvinas Krungolcas (* 1973), Pentathlet
- Gražvydas Mikulėnas (* 1973), Fußballspieler
- Aurelijus Skarbalius (* 1973), Fußballspieler
- Dainius Žalimas (* 1973), Jurist und Völkerrechtler
- Liutauras Barila (* 1974), Biathlet
- Lyra Jakulevičienė (* 1974), Juristin, Völkerrechtlerin, Asylrechtlerin
- Beata Maliušicka (* 1974), Politikerin
- Gabrielle Odinis (* 1974), deutsche Schauspielerin litauischer Herkunft
- Modestas Pitrėnas (* 1974), Musiker, Chor- und Orchester-Dirigent
- Julian Rachlin (* 1974), Violinist und Bratschist
- Ingrida Radzevičiūtė (* 1974), deutsche Handballspielerin
- Ingrida Šimonytė (* 1974), Wirtschaftswissenschaftlerin und Politikerin
- Andrius Stelmokas (* 1974), Handballspieler
- Rokas Uscila (* 1974), Kriminologe, Viktimologe, Jurist und Politiker
- Marius Vasiliauskas (* 1974), Beachvolleyballspieler
- Justinas Žilinskas (* 1974), Jurist, Völkerrechtler und Publizist
- Dalia Asanavičiūtė (* 1975), Politikerin, Mitglied des Seimas
- Vaidotas Bacevičius (* 1975), Jurist und Politiker
- Audrius Bitinas (* 1975), Verwaltungsjurist, Sozialrechtler und Politiker
- Dmitrijus Guščinas (* 1975), Fußballspieler
- Edgaras Jankauskas (* 1975), Fußballspieler und -trainer
- Igoris Morinas (* 1975), Fußballspieler
- Ernestas Spruogis (* 1975), Jurist, Richter, Vizepräsident des Obersten Verwaltungsgerichts Litauens
- Ignas Vėgėlė (* 1975), Rechtsanwalt, Völkerrecht- und EU-Rechtler
- Tomas Žvirgždauskas (* 1975), Fußballspieler
- Vladislavas Zybaila (* 1975), Skilangläufer
- Aivaras Abromavičius (* 1976), litauisch-ukrainischer Finanzmanager und Politiker
- Elvinas Jankevičius (* 1976), Politiker
- Rasa Petrauskienė (* 1976), Politikerin, Mitglied des Seimas
- Tomas Ražanauskas (* 1976), Fußballspieler
- Aušrinė Stundytė (* 1976), Sängerin
- Aistė Zedelytė-Kaminskė (* 1976), Politikerin; Vizeministerin für Bildung und Wissenschaft
- Rytis Jokubauskas (* 1977), Jurist, Rechtsanwalt, Politiker, Vizeminister und stellvertretender Justizminister Litauens
- Rimantas Kaukėnas (* 1977), Basketballspieler
- Andrius Skerla (* 1977), Fußballspieler
- Gediminas Žiemelis (* 1977), Unternehmer
- Vadim Chaimovich (* 1978), Pianist
- Rolandas Džiaukštas (* 1978), Fußballspieler[12][13]
- Marija Jakubauskienė (* 1978), Politikerin
- Giedrius Kadziauskas (* 1978), Verwaltungsjurist und Politiker
- Gediminas Norkūnas (* 1978), Beamter, Politiker, Vizeminister, stellvertretender Finanzminister Litauens
- Deividas Šemberas (* 1978), Fußballspieler
- Živilė Balčiūnaitė (* 1979), Langstreckenläuferin
- Vilija Nausėdaitė (* 1979), Wirtschaftsjuristin
- Vytautas Žiūra (* 1979), litauisch-österreichischer Handballspieler und -trainer
- Andrius Jokšas (* 1979), Fußballspieler
- Darjuš Lavrinovič (* 1979), litauischer Basketballspieler polnischer Herkunft
- Kšyštof Lavrinovič (* 1979), litauischer Basketballspieler polnischer Herkunft
- Justina Jakštienė (* 1980), Politikerin, Vizeministerin für Soziales und Arbeit
- Jaroslavas Jakšto (* 1980), Boxer

#### 1981–1990
- Asmik Grigorian (* 1981), Sopranistin
- Liutauras Kazlavickas (* 1981), Politiker

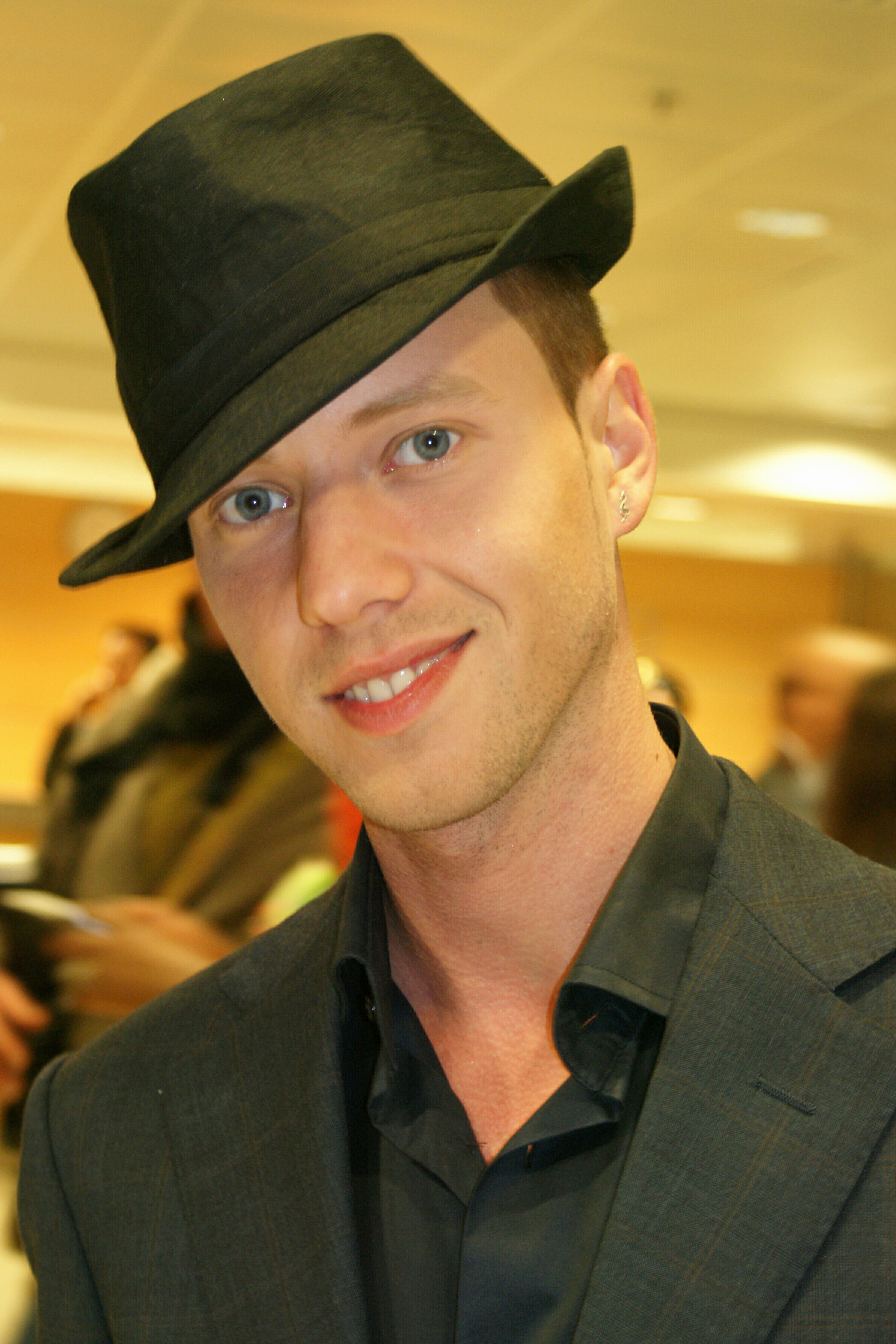
Sasha Son
(* 1983)

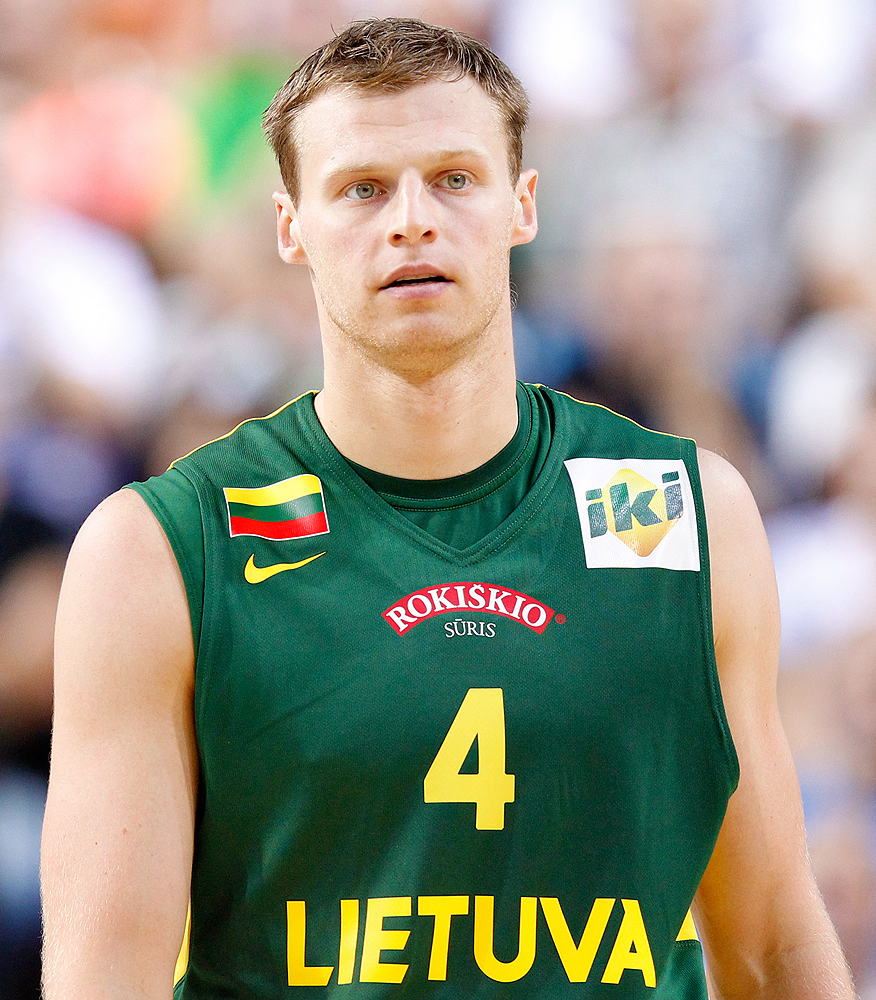
Martynas Pocius
(* 1986)

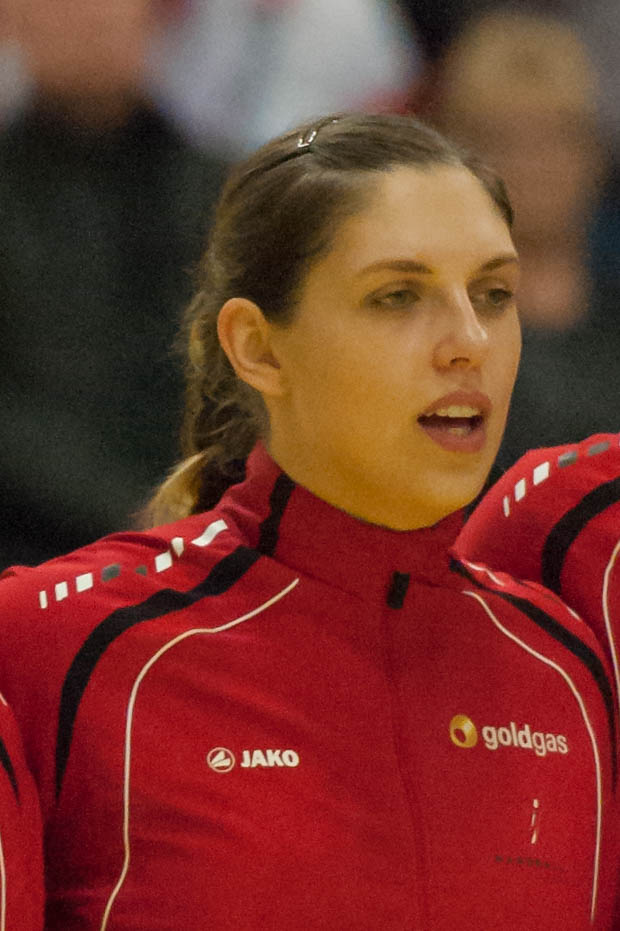
Laura Bauer
(* 1989)

- Simas Jasaitis (* 1982), Basketballspieler
- Vytautas Kaupas (* 1982), Radrennfahrer
- Gabrielius Landsbergis (* 1982), konservativer Politiker; seit Dezember 2020 Außenminister Litauens
- Darius Mažintas (* 1982), Musiker, Pianist und Politiker
- Juras Požela (1982–2016), Politiker
- Julius Skačkauskas (* 1982), Politiker, Vizeminister für Verkehr
- Remigijus Žemaitaitis (* 1982), Politiker und Jurist
- Mindaugas Malinauskas (* 1983), Fußballspieler
- Valerijus Mižigurskis (* 1983), Fußballspieler[14]
- Sasha Son (* 1983), russisch-litauischer Sänger
- Laura Asadauskaitė-Zadneprovskienė (* 1984), Pentathletin und Goldmedaillengewinnerin
- Paulius Grybauskas (* 1984), Fußballtorwart
- Monika Koroliovienė (* 1984), Politikerin
- Raimundas Labuckas (* 1984), Kanute[15]
- Saulius Mikoliūnas (* 1984), Fußballspieler
- Jeronimas Milius (* 1984), Sänger
- Joanna Moro (* 1984), litauisch-polnische Schauspielerin[16]
- Jonas Survila (* 1984), Politiker
- GiedRé (* 1985), Singer-Songwriterin und Komikerin
- Tadas Kijanskas (* 1985), Fußballspieler
- Rita Mažukėlytė (* 1985), Fußballspielerin
- Karolis Zlatkauskas (* 1985), Biathlet
- Inga Češulienė (* 1986), Radrennfahrerin
- Gediminas Gelgotas (* 1986), Komponist und Dirigent
- Mirga Gražinytė-Tyla (* 1986), Dirigentin
- Aleksandr Kazakevič (* 1986), Ringer
- Aidenas Malašinskas (* 1986), Handballspieler
- Vilija Matačiūnaitė (* 1986), Popmusikerin
- Martynas Pocius (* 1986), Basketballspieler
- Agneta Skardžiuvienė (* 1986), Verwaltungsjuristin, Ombudsfrau, Politikerin und Vizeministerin
- Lina Stančiūtė (* 1986), Tennisspielerin[17][18]
- Kristijonas Bartoševičius (* 1987), Politiker und Seimas-Mitglied
- Vaidas Baumila (* 1987), Sänger
- Donny Montell (* 1987), Popsänger
- Morgana Danielė (* 1988), Politikerin
- Agnija Ditkowskite (* 1988), russische Schauspielerin
- Evelina Dobrovolska (* 1988), Politikerin
- Martynas Gecevičius (* 1988), Basketballspieler
- Dalia Kuznecovaitė (* 1988), Geigerin
- Rasa Leleivytė (* 1988), Radrennfahrerin
- Saulius Ritter (* 1988), Ruderer, Medaillengewinner bei Olympia, Europa- und Weltmeisterschaften
- Evaldas Šiškevičius (* 1988), Mountainbiker und Straßenradrennfahrer
- Ieva Valeškaitė (* 1988), liberale Politikerin, Vizeministerin und stellvertretende Wirtschaftsministerin Litauens
- Laura Bauer (* 1989), österreichische Handballspielerin
- Salvijus Berčys (* 1989), Schachspieler
- Jievaras Jasinskis (* 1989), Jazzmusiker
- Erika Kuročkina (* 1989), Politikerin
- Mindaugas Kuzminskas (* 1989), Basketballspieler[19]
- Jana Maksimawa (* 1989), belarussische Siebenkämpferin
- Giedrė Šlekytė (* 1989), Dirigentin
- Agnė Vaiciukevičiūtė (* 1989), Politikerin und Vizeministerin
- Ričardas Berankis (* 1990), Tennisspieler
- Arvydas Novikovas (* 1990), Fußballspieler
- Robert Puchovič (* 1990), Politiker polnischer Herkunft
- Vytautas Sinica (* 1990), Politiker
- Katažina Sosna (* 1990), Radrennfahrerin
- Rokas Suslavičius (* 1990), Biathlet
- Artūras Žulpa (* 1990), Fußballspieler

#### 1991–2000

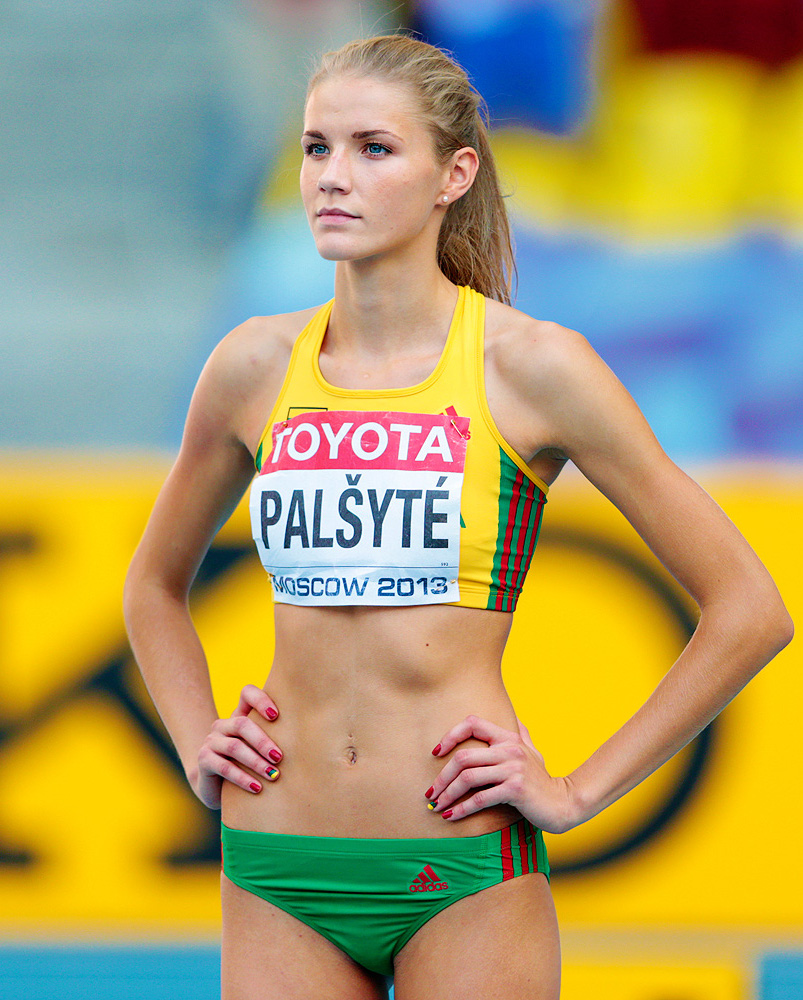
Airinė Palšytė
(* 1992)

- Ruslanas Baranovas (* 1991), Philosoph und Politiker
- Arnas Fedaravicius (* 1991), Schauspieler und Synchronsprecher
- Marija Kavtaradze (* 1991), Drehbuchautorin und Filmregisseurin
- Airinė Palšytė (* 1992), Hochspringerin
- Monika Šalkuté (* 1993), Volleyball- und Beachvolleyballspielerin
- Joana Eidukonytė (* 1994), Tennisspielerin
- Ieva Januškevičiūtė (* 1994), Skirennläufer[20]
- Agnė Sereikaitė (* 1994), Shorttrackerin
- Lukas Spalvis (* 1994), Fußballspieler
- Milda Valčiukaitė (* 1994), Ruderin
- Patricija Belousova (* 1995), Model und Tänzerin
- Modesta Justė Morauskaitė (* 1995), Leichtathletin
- Deimantas Petravičius (* 1995), Fußballspieler
- Edis Matusevičius (* 1996), Speerwerfer
- Rokas Zaveckas (* 1996), Skirennläufer[21]
- Tadas Babelis (* 1997), Tennisspieler
- Laura Ruzgutė (* 1997), Fußballspielerin[22]
- Diana Zagainova (* 1997), Dreispringerin
- Gediminas Truskauskas (* 1998), Sprinter
- Gerda Grudzinskaitė (* 1999), Beachvolleyballspielerin
- Jekaterina Kovalskaja (* 1999), Volleyball- und Beachvolleyballspielerin
- Martynas Alekna (* 2000), Diskuswerfer
- Ainė Raupelytė (* 2000), Volleyball- und Beachvolleyballspielerin

### 21. Jahrhundert

#### 2001 bis 2010
- Martynas Grinius (* 2001), Eishockeyspieler
- Mykolas Alekna (* 2002), Diskuswerfer
- Danielė Kvedaraitė (* 2002), Volleyball- und Beachvolleyballspielerin
- Artemijus Tutyškinas (* 2003), Fußballspieler
- Dominika Banevič (* 2007), Breakdancerin

## Personen mit Beziehung zu Vilnius

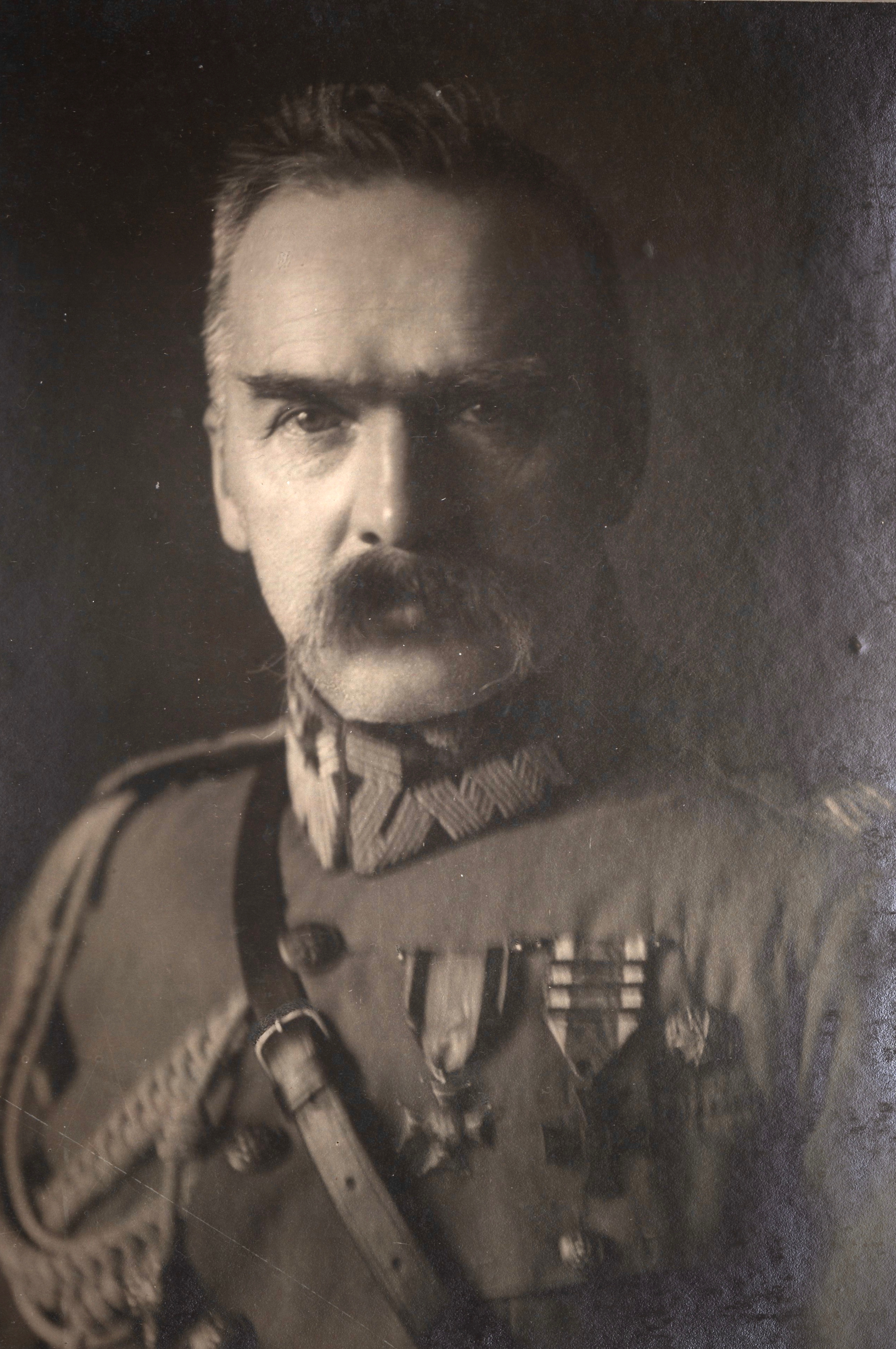
Józef Piłsudski
(1867–1935)

- Gediminas (* um 1275; † 1341), Großfürst von Litauen
- Piotr Skarga (1536–1612), polnischer Jesuit, erster Rektor der Wilnaer Universität
- Gaon von Wilna (1720–1797), jüdischer Gelehrter
- Joachim Lelewel (1786–1861), polnischer Historiker (in Vilnius begraben)
- Władysław Syrokomla (1823–1862), polnischer Dichter
- Iwan Trutnew (1827–1912), russischer Maler, Begründer der Wilnaer Malerschule
- Józef Piłsudski (1867–1935), polnischer Politiker (in Vilnius wurde sein Herz begraben)
- Bolesław Bałzukiewicz (1879–1935), polnischer Bildhauer und Professor an der Universität Stefan Batori in Vilnius
- Michał Sopoćko (1888–1975), Beichtvater und geistlicher Begleiter der heiligen Faustyna Kowalska
- Shmuel Rodensky (1904–1989), israelischer Filmschauspieler
- Josef Grigulewitsch (1913–1988), sowjetischer Agent, Diplomat und Historiker
- Abraham Sutzkever (1913–2010), Schriftsteller, Überlebender und Zeuge des Wilnaer Ghettos[23]
- Ryszard Ronczewski (1930–2020), polnischer Schauspieler
- Remigijus Valiulis (1958–2023), sowjetisch-litauischer Sprinter, Absolvent des Staatlichen Pädagogischen Instituts in Vilnius
- Gintaras Rinkevičius (* 1960), Dirigent
- Gintaras Januševičius (* 1985), Pianist

## In Vilnius verstorbene Persönlichkeiten

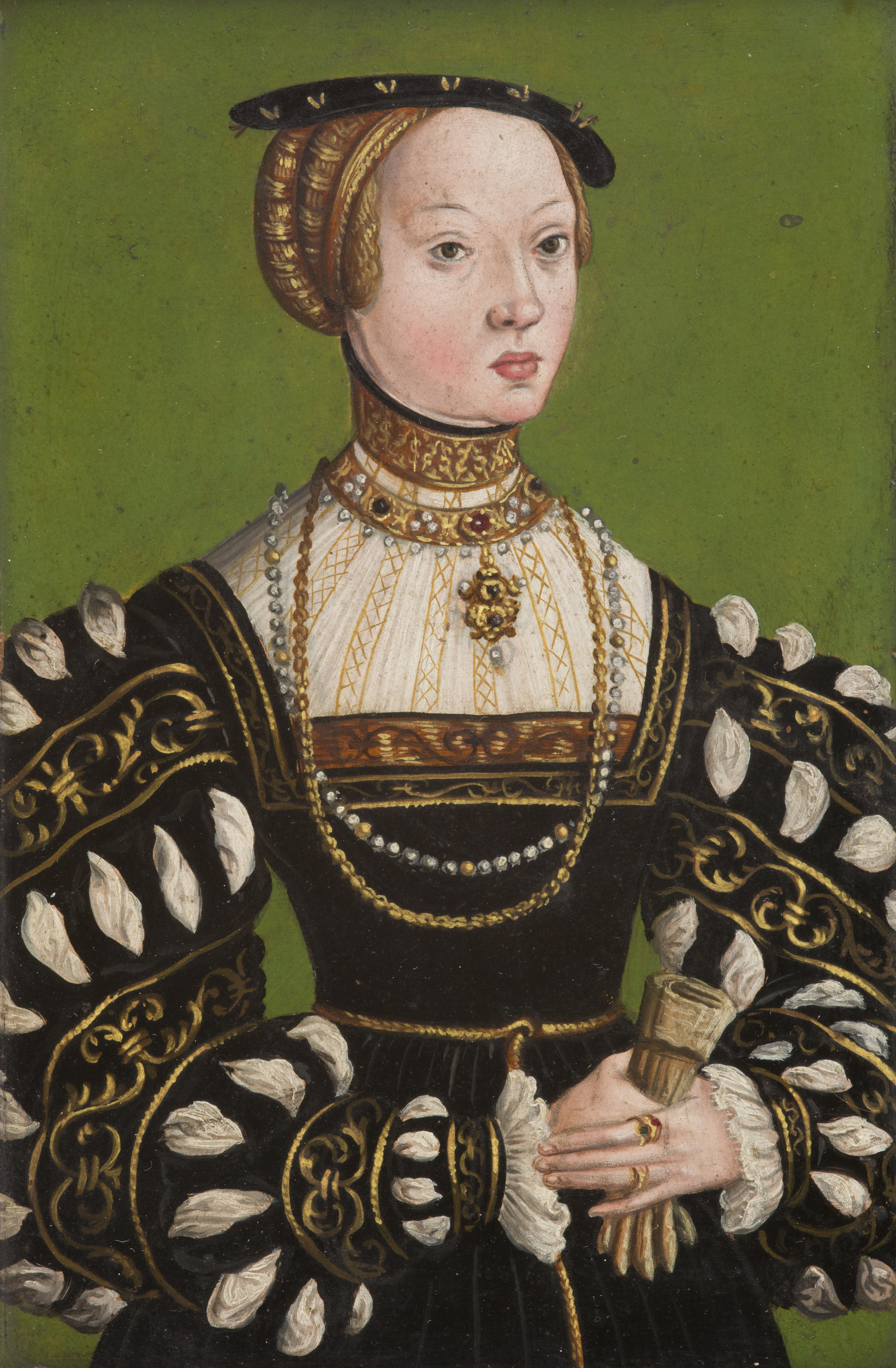
Elisabeth von Österreich
(1526–1545)

### 1200–1918
- Albert de Brudzewo (1445–1497), polnischer Astronom und Mathematiker
- Alexander (Polen) (1461–1506), Großfürst von Litauen und König von Polen
- Helena von Moskau (1476–1513), Großfürstin von Litauen und Titularkönigin von Polen aus der Dynastie der Rurikiden
- Iwan Tscheljadnin († 1514), russischer Adeliger, Bojar, Beamter im Staatsdienst, Diplomat und Feldherr des Großfürstentums Moskau
- Ulrich Hosse (* ca. 1455; † 1535), Münzmeister in Wilna, wo er später auch Bürgermeister wurde
- Abraham Culvensis (* um 1509; † 1545), polnisch-litauischer Jurist und protestantischer Theologe
- Elisabeth von Österreich (1526–1545), Titularkönigin von Polen
- Mikołaj Radziwiłł Rudy (1512–1584), Großkanzler und Großhetman von Litauen und führender Vertreter des Calvinismus in Litauen
- Cäcilia Renata von Österreich (1611–1644), Erzherzogin von Österreich und durch Heirat Königin von Polen sowie Großfürstin von Litauen
- Franciszek Smuglewicz (1745–1807), polnisch-litauischer Maler und Zeichner
- Adolph von Ottweiler (1789–1812), Sohn des Fürsten Ludwig von Nassau-Saarbrücken; nahm als Freiwilliger am Russlandfeldzug 1812 teil
- Johann Heinrich Abicht (1762–1816), deutscher Philosoph
- Adolf Abicht (1793–1860), Arzt und Professor für Medizin, der in Vilnius tätig war
- Isaac Ben Jacob (1801–1863), russischer Publizist und Autor
- Kastus Kalinouski (1838–1864), Adliger und eine der führenden Persönlichkeiten der belarussischen nationalen Befreiungsbewegung
- Adam Ferdynand Adamowicz (1802–1881), polnischer Mediziner
- Wassili Kühner (1840–1911), russischer Komponist
- Richard zu Dohna-Schlobitten (1843–1916), preußischer Politiker und Vertrauter Kaiser Wilhelms II.

### 1918–2100

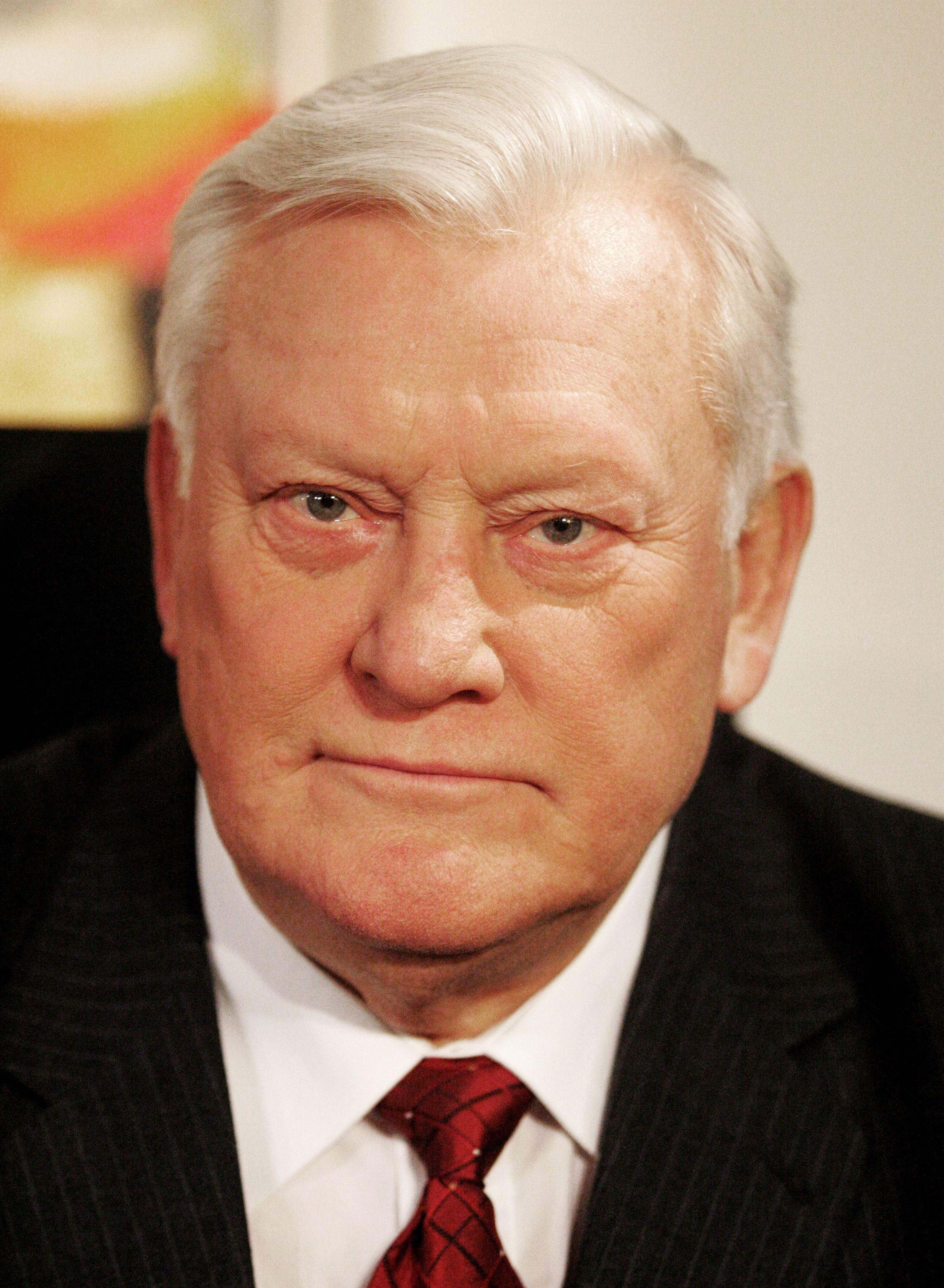
Algirdas Brazauskas
(1932–2010)

- Jonas Basanavičius (1851–1927), Arzt, Wissenschaftler und Politiker
- Michał Borowski (1872–1939), polnischer Konteradmiral
- Chaim Ozer Grodzinski (1863–1940), Rabbiner, Beth Din, Posek und Talmud-Gelehrter
- Antanas Lingis (1905–1941), Fußballspieler
- Anton Schmid (1900–1942), österreichischer Installateur und Unternehmer sowie von 1940 bis 1942 Feldwebel der deutschen Wehrmacht. Er rettete hunderte Juden im Wilnaer Ghetto vor dem Tod und wurde dafür hingerichtet.
- Jacob Gens (1905–1943), Vorsitzender des Judenrats im Ghetto Wilna
- Balys Sruoga (1896–1947), Dichter, Dramatiker, Kritiker und Literaturwissenschaftler
- Antanas Venclova (1906–1971), Literaturkritiker und Politiker Sowjetlitauens; schrieb die Hymne der Litauischen Sowjetrepublik
- Balys Dvarionas (1904–1972), Komponist, Pianist und Dirigent
- Konstantin Worobjow (1919–1975), sowjetischer Schriftsteller
- Ieva Simonaitytė (1897–1978), Schriftstellerin
- Algirdas Matulionis (1911–1980), Forstpolitiker
- Juozas Maniūšis (1910–1987), sowjetlitauischer Politiker und von 1967 bis 1981 Vorsitzender des Ministerrates der Litauischen SSR
- Aleksys Churginas (1912–1990), Dichter und Übersetzer
- Antanas Mikėnas (1924–1994), sowjetisch-litauischer Geher
- Eugenija Šimkūnaitė (1920–1996), Botanikerin und Phytotherapeutin
- Dainius Trinkūnas (1931–1996), Pianist und Politiker
- Petras Aleksandravičius (1906–1997), Bildhauer
- Gennadi Konoplew (1945–1997), russischstämmiger Politiker in der Litauischen SSR, Bankmanager
- Eduardas Mieželaitis (1919–1997), Lyriker
- Antanas Minkevičius (1900–1998), Botaniker, Phytopathologe und Mykologe
- Jonas Avyžius (1922–1999), Politiker und Schriftsteller
- Aleksandras Čyras (1927–2001), Bauingenieur und Professor
- Julius Juzeliūnas (1916–2001), Komponist und Musikpädagoge
- Eugenijus Palskys (1940–2001), Strafrechtler und Kriminalist
- Antanas Rekašius (1928–2003), Komponist
- Gintaras Beresnevičius (1961–2006), Religionswissenschaftler, Schriftsteller und Publizist
- Janina Miščiukaitė (1948–2008), Sängerin
- Eduardas Vilkas (1935–2008), Mathematiker und Politiker
- Algirdas Brazauskas (1932–2010), sowjetisch-litauischer kommunistischer und litauischer sozialdemokratischer Politiker
- Justinas Marcinkevičius (1930–2011), Dichter, Schriftsteller und Dramatiker
- Juozas Tunaitis (1928–2012), römisch-katholischer Bischof
- Julius Veselka (1943–2012), Politiker und Wirtschaftswissenschaftler
- Donatas Banionis (1924–2014), sowjetisch-litauischer Schauspieler
- Juozas Nekrošius (1935–2020), Dichter und Journalist